# ويكد (مسرحية موسيقية)
ويكد هي مسرحية موسيقية في برودواي لستيفن شوارتز وكتاب من تأليف ويني هولزمان. وهي مبنية على رواية غريغوري ماجواير لعام 1995 ويكيد: حياة وأزمنة الساحرة الشريرة في الغرب، وهي نفسها إعادة سرد للرواية الكلاسيكية لعام 1900 الساحر الرائع لأوز ل.فرانك بوم و1939 مترو جولدوين ماير فيلم ساحر أوز.
يتم سرد المسرحية الموسيقية من منظور ساحرات أرض أوز؛ تبدأ حبكة القصة من قبل وتستمر بعد وصول دوروثي جيل إلى أوز من كانساس، وتتضمن عدة إشارات إلى فيلم عام 1939 ورواية بوم. ويكد يحكي قصة صديقين المحتمل، إلفابا (الساحرة الويكدة من الغرب) وجاليندا (اسمه التغييرات في وقت لاحق جليندا الساحرة جيد)، الذي النضال من خلال معارضة شخصيات وجهات النظر، التنافس على نفس الحب والاهتمام، ردود الفعل حكومة الساحر الفاسدة، وفي النهاية، سقوط إلفابا الخاص من النعمة. من إنتاج شركة إنتاج المرحلة العالمية بالتحالف مع مارك بلات، جون ب.بلات وديفيد ستون، بإخراج جو مانتيلو وتصميم الرقصات بواسطة واين سيلينتو تم عرض الإنتاج الأصلي لـ ويكد لأول مرة في برودواي في مسرح غيرشوين في أكتوبر 2003، بعد الانتهاء مسبقًا تجارب برودواي في مسرح كوران في سان فرانسيسكو في مايو / يونيو من نفس العام. تضمنت نجومها الأصليون إيدينا مينزل في دور إلفابا وكريستين تشينويث في دور جاليندا، وجويل جراي في دور الساحر. فاز إنتاج برودواي الأصلي بثلاث جوائز توني وسبع جوائز مكتب الدراما، بينما حصل ألبومه الأصلي على جائزة غرامي. احتفلت ويكد بعيدها السادس عشر في برودواي في 30 أكتوبر 2019. في 28 أكتوبر، بأدائه رقم 6681 تجاوز البؤساء ليصبح خامس أطول عرض متواصل في برودواي. يستغرق العرض النموذجي حوالي ساعتين و 30 دقيقة مع استراحة.
نجاح إنتاج برودواي قد أنجبت العديد من المنتجات الأخرى في جميع أنحاء العالم، بما في ذلك مختلف الإنتاجات أمريكا الشمالية، منذ فترة طويلة، وجائزة لورانس اوليفييه ترشحت ويست إند الإنتاج، وسلسلة من الإنتاج العالمي. منذ ظهوره الأول في عام 2003، حطم ويكد الأرقام القياسية في شباك التذاكر في جميع أنحاء العالم، حيث يحتفظ حاليًا بأرقام قياسية في عمليات الاستحواذ الأسبوعية في لوس أنجلوس وشيكاغو وسانت لويس ولندن. في الأسبوع المنتهي في 2 يناير 2011، حطمت كل من لندن وبرودواي وكلاهما من إنتاجات الجولات السياحية في أمريكا الشمالية في وقت واحد الأرقام القياسية الخاصة بهم لأعلى إجمالي أسبوعي. في الأسبوع الأخير من عام 2013، حطم إنتاج برودواي هذا الرقم القياسي مرة أخرى، حيث كسب 3.2 مليون دولار.
في مارس 2016، تجاوزت ويكد مليار دولار من إجمالي عائدات برودواي لينضم إلى كل من أندرو لويد ويبر والأسد الملك باعتباره العرض الوحيد في برودواي للقيام بذلك. في يوليو 2017، تجاوز ويكد شبح الأوبرا باعتباره ثاني أعلى موسيقى في برودواي، متخلفة فقط عن الأسد الملك. فيلم مقتبس من يونيفرسال بيكشرز من إخراج جون إم. تشو مع عودة بلات وستون كمنتجين قيد التطوير منذ عام 2004.

## النشأة والتطور

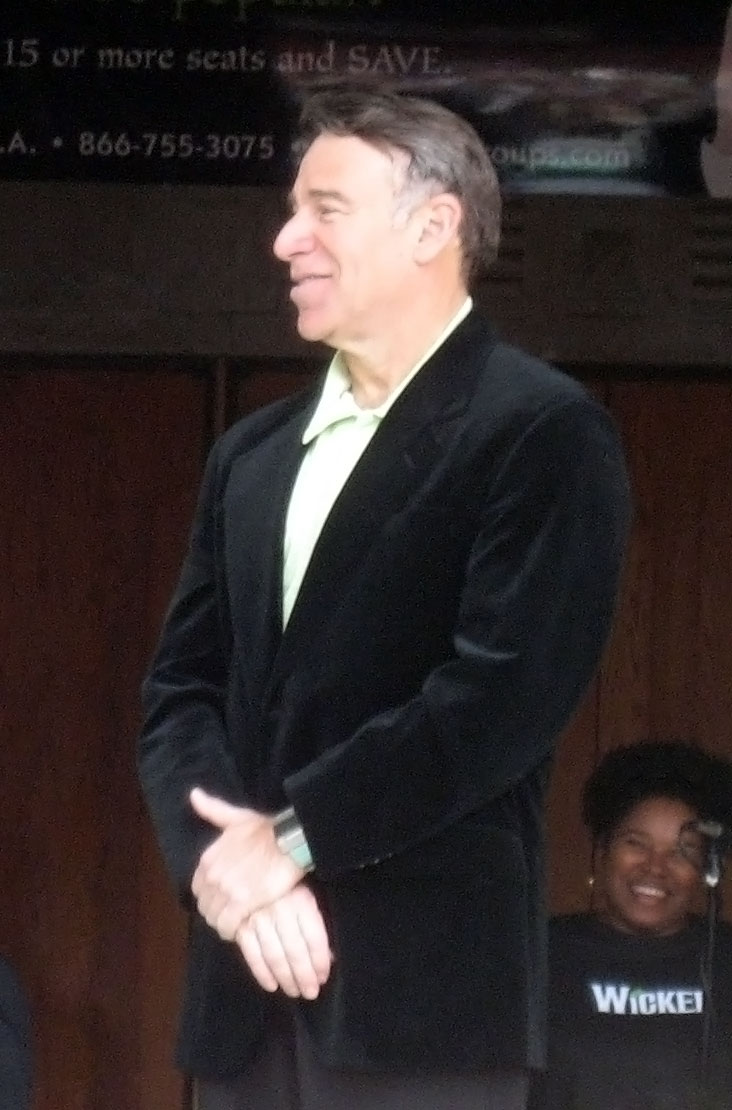
الملحن والشاعر الغنائي ستيفن شوارتز

اكتشف الملحن والشاعر الغنائي ستيفن شوارتز رواية ماجواير الويكدة حياة وأوقات ويكد ساحرة الغرب لعام 1995 أثناء إجازته، ورأى إمكانية تأقلمها بشكل درامي. ومع ذلك، أصدرت ماغواير حقوق يونيفرسال بيكشرزالتي كانت تخطط لتطوير فيلم روائي طويل مباشر. في عام 1998، أقنع شوارتز اجواير بالتخلي عن حقوق الإنتاج المسرحي. بينما قدم أيضًا ما أسماه شوارتز «نداء حماسيًا» لمنتج يونيفرسال مارك بلات لإدراك تكيف شوارتز المقصود. مقتنعًا، وقع بلات كمنتج مشترك للمشروع مع العالمي ديفيد ستون. تدور أحداث الرواية، التي توصف بأنها تعليق سياسي واجتماعي وأخلاقي على طبيعة الخير والشر، في أرض أوز في السنوات التي سبقت وصول دوروثي. تركز القصة على إلفابا الفتاة الذكية والذكية والنارية التي يساء فهمها ذات البشرة الخضراء الزمردية والتي تكبر لتصبح ساحرة الغرب الويكدة سيئة السمعة وجاليندا الفتاة الجميلة الشقراء والشعبية التي نشأت لتصبح جليندا الساحرة الطيبة من الجنوب. تنقسم القصة إلى خمسة أقسام مختلفة بناءً على موقع الحبكة وتقدم الأحداث والشخصيات والمواقف من باوم الساحر الرائع أوز (1900) وفيلم 1939 المقتبس بطرق جديدة. إنه مصمم لجعل القارئ يفكر فيما يعنيه حقًا أن تكون «ويكدًا» وما إذا كانت النوايا الحسنة ذات النتائج السيئة هي نفس النوايا السيئة ذات النتائج السيئة. فكر شوارتز في أفضل السبل لتكثيف حبكة الرواية الكثيفة والمعقدة في نص معقول. ولهذه الغاية تعاون مع الكاتبة الحائزة على جائزة إيمي ويني هولزمان لتطوير الخطوط العريضة للحبكة على مدار عام. أثناء لقائه مع المنتج مارك بلات لتحسين المخطط الهيكلي للعرض، حيث قام بتدوير قطعة مسرحية أصلية بدلاً من خلق تكييف صارم لعمل ماجواير.
تدور أحداث الرواية، التي توصف بأنها تعليق سياسي واجتماعي وأخلاقي على طبيعة الخير والشر، في أرض أوز، في السنوات التي سبقت وصول دوروثي. تركز القصة على إلفابا، الفتاة الذكية والذكية والنارية التي يساء فهمها ذات البشرة الخضراء الزمردية والتي تكبر لتصبح ساحرة الغرب الويكدة سيئة السمعة وجاليندا، الفتاة الجميلة الشقراء والشعبية التي نشأت لتصبح جليندا الساحرة الطيبة من الجنوب. تنقسم القصة إلى خمسة أقسام مختلفة بناءً على موقع الحبكة وتقدم الأحداث والشخصيات والمواقف من باوم الساحر الرائع أوز (1900) وفيلم 1939 المقتبس بطرق جديدة. إنه مصمم لجعل القارئ يفكر فيما يعنيه حقًا أن تكون «ويكدًا»، وما إذا كانت النوايا الحسنة ذات النتائج السيئة هي نفس النوايا السيئة ذات النتائج السيئة. فكر شوارتز في أفضل السبل لتكثيف حبكة الرواية الكثيفة والمعقدة في نص معقول. ولهذه الغاية، تعاون مع الكاتبة الحائزة على جائزة إيمي ويني هولزمان لتطوير الخطوط العريضة للحبكة على مدار عام، أثناء لقائه مع المنتج مارك بلات لتحسين المخطط الهيكلي للعرض، حيث قام بتدوير قطعة مسرحية أصلية بدلاً من خلق تكييف صارم لعمل ماجواير.
تم تطوير الكتاب وكلمات الأغاني والتسجيلات الموسيقية من خلال سلسلة من القراءات. من أجل ورش العمل التنموية هذه، انضمت كريستين تشينويث الممثلة الحائزة على جائزة توني والتي كان في ذهنها شوارتز أثناء تأليفها لموسيقى الشخصية، إلى المشروع باسم غليندا. لعبت ستيفاني جيه بلوك دور إلفابا في جميع ورش العمل (كانت إلفابا الأصلية في الجولة الوطنية الأولى وانضمت إلى فريق برودواي في وقت لاحق) قبل أن يتم تمثيل زميلها إيدينا مينزيل في الدور في أواخر عام 2000. في وقت سابق من نفس العام، استعان المبدعون بمنتج نيويورك ستون، الذي بدأ في نقل إنتاج ورشة العمل إلى إنتاج برودواي الكامل. تم إحضار جو مانتيلو كمخرج وواين سيلينتو كمصمم رقص بينما ابتكر المصمم الحائز على جائزة توني يوجين لي الأسلوب والأسلوب المرئي للإنتاج بناءً على الرسوم التوضيحية الأصلية لروايا تدبليو دبليو دينسلو ومفهوم ماغوير للقصة التي يتم سردها من خلال ساعة عملاقة. ابتكرت مصممة الأزياء سوزان هيلفرتي أسلوبًا إدوارديًا ملتويًا" من خلال أكثر من 200 زي، بينما استخدم مصمم الإضاءة كينيث بوسنر أكثر من 800 مصباح فردي لمنح كل مشهد من الـ54 موقعًا مميزًا "مزاجه الخاص". بحلول أبريل 2003، تم تجميع طاقم عمل كامل واستعد العرض لأول مرة. بعد التجربة خارج المدينة في سان فرانسيسكو، والتي لاقت استقبالًا انتقائيًا مختلطًا، قام الفريق الإبداعي بتغييرات واسعة النطاق قبل نقله إلى برودواي. متحدثًا عن التغييرات، قال هولزمان:
أصر ستيفن شوارتز بحكمة على أن يكون لديه ثلاثة أشهر لإعادة الكتابة بين الوقت الذي أغلقنا فيه في سان فرانسيسكو والوقت الذي كان علينا فيه العودة إلى البروفات في نيويورك. كان ذلك حاسما. كان هذا هو الشيء الذي أحدث الفارق الأكبر في حياة العرض. هذا الوقت هو ما جعل العرض يعمل. تمت إعادة كتابة عناصر الكتاب، بينما خضعت العديد من الأغاني لتغييرات طفيفة. وشمل ذلك استئصال «أي طريق هو الحزب؟»، الأغنية التمهيدية لشخصية فييرو، والتي حلت محلها أغنية «الرقص عبر الحياة». كان هناك قلق من أن إلفابا في مينزل «قد طغى عليها قليلاً» من قبل تشينوويث جليندا،  مع الناقد في سان فرانسيسكو كرونيكل روبرت هورويت يكتب، «إلفابا the ويكد Witch من مينزل بحاجة إلى فرصة للاحتفاظ بها جنبًا إلى جنب مع تشينوويث المجيد والماكر. جليندا». نتيجة لذلك، بدأ الفريق الإبداعي في جعل إلفابا «أكثر بروزًا». فيما يتعلق بموضوع تنقيحات برودواي، يتذكر شوارتز، «كان من الواضح أن هناك عمل يجب القيام به ومراجعات يجب إجراؤها في الكتاب والنتيجة. كان المجتمع النقدي، بصراحة، مفيدًا جدًا لنا».

## ملخص

### القانون الأول
في أرض أوز، يبتهج الأوزيان بزوال إلفابا، ساحرة الغرب الويكدة. تطفو جليندا الساحرة الطيبة وتناقش ماضي إلفابا، حيث كانت والدة إلفابا على علاقة ببائع متجول، بعد أن غادر والد إلفابا، الذي كان حاكم مونشكينلاند، خارج المدينة. أصبحت حاملاً وتنجب طفلة ذات بشرة خضراء («لا أحد يحزن على الويكد»). سأل أحد الأوزيان غليندا إذا كانت هي والفابة صديقين. إنها تعترف بذلك، مما دفع جليندا لإخبارهم كيف أصبحوا أفضل أصدقاء. يبدأ الفلاش باك بمشهد في جامعة شيز، حيث وصلت إليفابا مع والدها وشقيقتها الصغرى، نيساروز («عزيزي أولد شيز»). بسبب بشرتها الخضراء، يستاء والد الفابة منها ويظهر عاطفته على نيسا، المعوقة جسديا والتي تستخدم كرسي متحرك، بسبب عيب خلقي أدى إلى وفاة والدتها. كما يقول والدهم وداعا، يعطي نيسا زوجا من الأحذية المرصعة بالجواهر. قررت مديرة مدرسة شيز، مدام مورهي، أن تأخذ نيسا تحت حمايتها، تاركة إلفابا وجاليندا الشهيرة، وهي طالبة أخرى في جامعة شيز، زميلتين في السكن، مما يثير استياءهما. تحاول إلفابا استعادة أختها، ويؤدي غضبها إلى عودة نيسا إلى يديها. تدرك مدام مورهيوس أن للفابة صلاحيات خاصة، وتقرر تعليمها السحر. أخبرت إلفابا أن قواها قد تسمح لها يومًا ما بالعمل مع ساحر أوز الرائع، وهو الشيء الذي حلمت به إلابا طوال حياتها («أنا والساحر»). يعبر كل من غاليندا والفابا عن اشمئزازهما («ما هذا الشعور؟»). كما أنهم يقاتلون باستمرار، حتى في فصولهم الدراسية، مثل فصل التاريخ مع دكتور ديلاموند، الماعز، الذي بدأ يعاني من التمييز بصفته أستاذ الحيوان الوحيد في شيز. أخبر إلفابا أن هناك مؤامرة جارية لمنع الحيوانات من التحدث، وتريد إخبار الساحر، لأنه بالتأكيد سيوقفها («شيء سيء»).
وفي وقت لاحق، وينكي الأمير فييرو تيغلار يصل إلى شيز ويدخل الطلاب الآخرين لفلسفته من مجرد «الرقص من خلال الحياة». يقرر فييرو إقامة حفل توجيه في قاعة أوزداست في ذلك المساء، ويوافق الجميع على الذهاب. تحاول بوك وهي من مونشكين التي نالت إعجاب غاليندا، أن تطلب منها أن ترقص معه في الحفلة لكنها تقنعه أن تطلب من نيسا الخروج، بدلاً من ذلك، من أجل إبعاده، وترك غاليندا حرة في الذهاب مع فييرو. نيسا التي تعجب بوك، سعيدة وتروي لأختها كيف جعلت غاليندا ذلك يحدث وكيف جعلتها سعيدة. تقرر غاليندا أن تعطي لإلفابا قبعة ساحرة سوداء لارتدائها في الحفلة كمزحة عملية. في الحفلة في ذلك المساء حاول بوك إخبار نيسا بالسبب الحقيقي لدعوته لها، لكن من اللطيف جدًا إيذاء مشاعرها («الرقص عبر الحياة»). استمرت في الوقوع في حبه. تصل مدام مورهي لتخبر غاليندا أن بإمكانها الانضمام إلى فصل الشعوذة بناءً على طلب إلفابا الإلزامي، وتعطيها عصا. وصلت إلفابا مرتدية قبعة الساحرة، لتجد الطلاب الآخرين يضحكون ويحدقون بينما ترقص بمفردها بشكل غريب. تشعر غاليندا بالندم وتبدأ في الرقص معها. قريبًا ينضم إليهم الجميع، وترى الفتاتان بعضهما البعض في ضوء جديد. بالعودة إلى غرفتهم يستمرون في الترابط من خلال مشاركة الأسرار مع بعضهم البعض. ثم يقرر جاليندا لإعطاء صديقتها الجديدة في تحول شخصية («الشعبية»). عندما وصلت إلفابا إلى الفصل في اليوم التالي، ترى فييرو تأثير جاليندا وتخبرها أنها ليست بحاجة إلى التغيير. يدخل الدكتور ديلاموند ليخبر الفصل أنه قد طُرد كنسياً. تريد إلفابا مساعدتها، لكن لن يقف معها أحد. بعد ذلك، يتم تقديم الطلاب إلى القفص، مما سيبقي الحيوانات تحت السيطرة. لا يمكن احتواء غضب إلفابا، وفي الفوضى التي تلت ذلك، قامت هي وفييرو بسرقة شبل الأسد والهرب. يتشاركون لحظة خاصة مع بعضهما البعض قبل أن يغادر لتحرير شبل الأسد، تاركين إلفابا وحدها لتندب («أنا لست تلك الفتاة»). مدام مورهي تخبرها أن الساحر قرر مقابلتها. تأتي نيساروز وفييرو وجاليندا لتوديعها في محطة القطار. تحاول جاليندا كسب احترامها من خلال تغيير اسمها إلى «جليندا»، تكريماً للدكتور ديلاموند، الذي لطالما أخطأ في نطق اسمها، لكن فييرو لم تتأثر بذلك. يدعو إلفابا غليندا ليوم واحد من مشاهدة معالم المدينة في مدينة الزمرد («يوم قصير»). تلتقي إلفابا وجليندا بالساحر أوز الذي تبين أنه ليس رائعًا تمامًا كما كان يعتقد («رجل عاطفي»). يعد إلفابا بأنه سوف يوافق على طلبها إذا أثبتت نفسها. تظهر مدام مورهي. تم الكشف عن أنها «السكرتيرة الصحفية» الجديدة للساحر. أعطت إلفابا كتابًا عن التعاويذ يسمى غريميري والذي لا يستطيع قراءته سوى الموهوبين السحريين. طُلب من إلفابا تجربة تعويذة تحليق على خادم قرد الساحر، شيستري. ومع ذلك، فإن التعويذة لا تسير كما تخطط إلفابا. أجنحة براعم شيستري، وتدرك أن الساحر هو الذي يقف وراء قمع الحيوانات. تدرك إلفابا أن ساحر أوز ليس لديه صلاحيات وأنه مجرد احتيال. هربت من غرفة الساحر ولمنع الحقيقة من الخروج حذرت مدام مورهي جميع أوز من أن إلبابا «ساحرة ويكدة!» ثم يقسم إلفابا الانتقام من الساحر لإزالة الكلام من الحيوانات. تؤدي تعويذة على مكنسة وتطير بعيدًا عن مدينة الزمرد («تحدي الجاذبية»).

### القانون الثاني
في وقت لاحق، أكسبتها معارضة إلفابا لنظام الساحر لقب «ساحرة الغرب الويكدة». أصبحت جليندا الجبهة العامة الإيجابية، وحصلت على لقب «الجيدجليندا» ووضعها الساحر كمدافع الأمة ضد إلفابا. تم اختطاف مؤتمر صحفي للاحتفال بحفل خطوبة فييرو المفاجئ وتعيينه كقائد للحرس (وهو المنصب الذي قبله للعثور على إلفابا) من قبل الشائعات المذعورة حول إلفابا، بما في ذلك واحدة تقول أن «المياه النقية يمكن أن تذوبها!» فييرو يثير الشك وغير مقتنع بإصرار جليندا على أن إلفابا لا تريد أن يتم العثور عليها. يريد أن تكون غليندا سعيدة، وييرو يحتاج إلى وقت لمعالجة الأمر. تحاول جليندا الحفاظ على واجهة مبهجة للصحافة، لكنها تأسف لقرارها («شكرًا لله»). في هذه الأثناء، يقوم إلفابا بزيارة إلى نيساروز، الذي يشغل الآن منصب حاكم مونشكينلاند، بعد وفاة والدهم. لقد سلبت نيسا حقوق مونشكين حتى لا يتمكن بوك من تركها. تحاول إلفابا إقناع أختها بالوقوف إلى جانبها ضد الساحر، لكن نيسا مهتمة أكثر بمشاكلها الخاصة. تحاول إلفابا المساعدة من خلال منح نيسا القدرة على المشي، من خلال تحويل أحذية نيسا المرصعة بالجواهر إلى نعال من الياقوت الأحمر. تدعو نيسا إلى بوك، مقتنعة بأنه سيحبها الآن، لكنه يرى هذا فقط كدليل على أنها لم تعد بحاجة إليه، وفرصة لاغتنام الفرصة الأخيرة لإخبار غليندا بأنه يحبها. تأخذ نيسا غريميري وتحاول إلقاء تعويذة لجعل بوك يقع في حبها. ومع ذلك، فإنها تنطق الكلمات كلها بشكل خاطئ، ويقلص قلب بوك بالصدفة («ساحرة الشرق الويكدة»). يستخدم إلفابا تعويذة أخرى لإنقاذ حياته، إذا كان في شكل جسدي مختلف. عندما يستيقظ بوك، رحل إلفابا ووجد نفسه في الدولة مثل تين وودمان. مذعورة، تلقي نيسا باللوم على إلبابا. تعود إلفابا إلى قصر الساحر لتحرير الخدم وتواجه الساحر. يحاول مرة أخرى إقناعها بالعمل معه، ويخبرها أنه ليس ويكدًا، ولكنه مجرد رجل عادي وصل إلى منصبه بالصدفة، ويعرض استرداد سمعة إلفابا («رائع»). لقد كادت أن تفوز بها، حتى رأت الدكتور ديلاموند الذي فقد قوة الكلام. غضبًا من ذلك، اتهم إلفابا الساحر، لكنه دعا الحراس للقبض على إلفابا. ردا على ذلك، دخل فييرو والحراس، وتبعهم غليندا. ومع ذلك، يساعد فييرو إلفابا على الهروب ويغادر معها. مفجوعة في فييرو يغير موقفه مع إلفابا («أنا لست تلك الفتاة»)، تقترح جليندا على الساحر ومدام موريوس استخدام نيساروز كطعم، من خلال نشر شائعة بأنها في خطر مما يسمح للمسؤولين بالقبض على إلفابا مرة واحدة وإلى الأبد. يوافق موريبل، ويستحضر «تغييرًا في الطقس». في وسط الغابة، يعترف إلفابا وفييرو بمشاعرهما تجاه الآخر («طالما أنك ملكي») قبل أن ترى إلفابا رؤية نيسا في خطر. قبل أن تغادر إلفابا، تقول فييرو إنها تستطيع البقاء في كيامو كو، وهي قلعة تملكها عائلته. وصلت إلفابا إلى مونشكينلاند لتجد نيسا محطمة من قبل منزل مع فتاة تدعى دوروثي غيل وكلبها توتو الداخل، وقد أرسلتهما جليندا على طريق الطوب الأصفر مع نعال نيسا من الياقوت. الاثنان في جدال محتد والقتال. يصل حراس الساحر لاعتقال إلفابا. فييرو يحتجز غليندا رهينة حتى فرارها. تناشد غليندا الحراس ألا يؤذوه، لكنهم لا يستمعون ويرافقون فييرو إلى حقل ذرة قريب. في هذه الأثناء في كيامو كو تحاول إلفابا إلقاء تعويذة لإنقاذ فييرو لكنها متوترة بسبب قيود قوتها. قررت قبول سمعتها على أنها «ساحرة ويكدة» («لا عمل جيد»).
في وقت لاحق، في عاصمة أوز، اتحد جميع مواطنيها، وأعلنوا الحرب على إلفابا، بسبب الأسد الكامل الآن وشهادة بوك ضدها. في غضون ذلك أدركت غليندا أن مدام مورستي، التي يتخصص فيها الطقس، هي المسؤولة عن وفاة نيس. تهرب غليندا في حالة رعب لتحذير إلفابا، بينما ينطلق الغوغاء الغاضبون للاستيلاء على كيامو كو («مارس من الساحرات صياد»). بالعودة إلى القلعة، استولت إلفابا على دوروثي وتوتو، ورفضت إطلاق سراحهما حتى أعطت دوروثي نعال نيسا من الياقوت. تصل غليندا لتحذيرها من الخطر وتقنعها بالسماح لدوروثي وتوتو بالرحيل. إلفابا ترفض حتى تتلقى رسالة تفيد بأن فييرو قد مات. تسامح المرأتان بعضهما البعض معترفة بأنهما ارتكبتا أخطاء. لمساعدتها في مستقبلها، تمنح إلفابا غريميري إلى جليندا. الصديقان يتعانقان للمرة الأخيرة، قبل أن يقولا وداعًا («للأبد»). مع وصول الغوغاء، تطلب إلفابا من جليندا أن تختبئ وهي تراقب من الظل بينما ترمي دوروثي دلوًا من الماء على إلفابا، «تذوب» لها. بعد حدوث ذلك، ترى غليندا أن ما تبقى من صديقتها هو قبعتها المدببة والإكسير الأخضر الذي شربته والدتها. في مدينة الزمرد يواجه جليندا الساحر بزجاجة إلفابا، والتي يعتبرها مطابقة لزجاجته. تم الكشف عن أنه والد إلفابا البيولوجي، وعشيقة والدتها، وسبب بشرتها الخضراء. انهار حزينًا، وتظن السيدة مورهي أن قوى إلفابا كانت قوية جدًا لأنها كانت طفلة من عالمين. غليندا تطرد الساحر من أوز وترسل مدام مورهي إلى السجن. في هذه الأثناء يأتي فييرو (الآن فزاعة) إلى المكان الذي ذابت فيه إلفابا. للتأكد من عدم وجود أحد يراقب قرع على الأرض وخرج من درج باب فخ وهو حي جدًا ؛ لقد تظاهرت بالذوبان لإقناع أعدائها بموتها وأن تكون مع فييرو التي تحولت إلى فزاعة بسبب تعويذتها. قبل المغادرة، تأسف إلفابا لأنها لن ترى جليندا مرة أخرى وتخبرها أنهم على قيد الحياة. في نفس الوقت، تعود الموسيقى إلى نقطة البداية. أنهت غليندا القصة ووعدت أهل أوز بأنها ستكسب لقبها بشكل صحيح باسم غليندا الطيبة. بينما يحتفل الناس وتحزن غليندا بهدوء يغادر إلفابا وفييرو («النهاية»).

## فريق العمل

### فريق التمثيل الأصلي
| فريق لوس أنجلوس الأصلي </br> 2007 | يلقي ملبورن الأصلي </br> 2008 | فريق سان فرانسيسكو الأصلي </br> 2009 | فريق الممثلين الثاني في الولايات المتحدة </br> 2009 |
| --------------------------------- | ----------------------------- | ------------------------------------ | --------------------------------------------------- |
| عدن اسبينوزا                      | أماندا هاريسون                | فتائل البط البري                     | مارسي دود                                           |
| ميغان هيلتي                       | لوسي دوراك                    | كندرا كاسبوم                         | هيلين يورك                                          |
| كريستوفر كوزيك                    | روب ميلز                      | نيكولا درومارد                       | كولين دونيل                                         |
| جون روبنشتاين                     | ضيف روب                       | ديفيد جاريسون                        | توم ماكجوان                                         |
| كارول كين                         | ماجي كيركباتريك               | كارول كين                            | مارلين كاسكي                                        |
| جينا لي جرين                      | بيني ماكنامي                  | قاعة ديدي ماجنو                      | كريستين ريس                                         |
| آدم ويلي                          | أنتوني كاليا                  | إيدي ريوسيكو                         | تيد ايلي                                            |
| تيموثي بريتن باركر                | رودني دوبسون                  | توم فلين                             | ديفيد ديفريس                                        |

| حرف             | تجربة سان فرانسيسكو </br> 2003 | يلقي برودواي الأصلي </br> 2003 | أول فريق جولة في الولايات المتحدة </br> 2005 | فريق شيكاغو الأصلي </br> 2005 | يلقي ويست إند الأصلي </br> 2006 |
| --------------- | ------------------------------ | ------------------------------ | -------------------------------------------- | ----------------------------- | ------------------------------- |
| الفابة          | إيدينا مينزيل                  | إيدينا مينزيل                  | ستيفاني جيه بلوك                             | آنا جاستاير                   | إيدينا مينزيل                   |
| جليندا          | كريستين تشينويث                | كريستين تشينويث                | كندرا كاسبوم                                 | كيت ريندرز                    | هيلين داليمور                   |
| فييرو           | نوربرت ليو بوتز                | نوربرت ليو بوتز                | ديريك ويليامز                                | كريستوفر كوزيك                | آدم جارسيا                      |
| ساحر أوز الرائع | روبرت مورس                     | جويل جراي                      | ديفيد جاريسون                                | جين ويغاندت                   | نايجل بلانر                     |
| سيدتي مورهي     | كارول شيلي                     | كارول شيلي                     | كارول كين                                    | روندي ريد                     | ميريام مارجوليس                 |
| نيساروز         | ميشيل فيدرر                    | ميشيل فيدرر                    | جينا لي جرين                                 | هايدي كيتنرينج                | كاتي رولي جونز                  |
| بوك             | كيرك ماكدونالد                 | كريستوفر فيتزجيرالد            | لوجان ليبتون                                 | تيلي ليونج                    | جيمس جيلان                      |
| دكتور ديلاموند  | جون هورتون                     | وليام يومانس                   | تيموثي بريتن باركر                           | ستيفن سكايبل                  | مارتن بول                       |

### بدائل برودواي البارزة
- إلفابا: شوشانا بين، ستيفاني جيه بلوك، كارولين بومان، جاكي بيرنز، جينيفر دينويا، مارسي دود، كيري إليس، إيدن إسبينوزا، آنا جاستاير، ماندي جونزاليس، ليندساي مينديز، جوليا مورني، نيكول باركر، ليندسي بيرس، راشيل روسيولي تاكر، ويليمين فيركايك، جيسيكا فوسك، تيل ويكس
- غليندا: أنالي آشفورد، جيني باربر، كاتي روز كلارك، ميجان هيلتي، كندرا كاسبوم، كارا ليندسي، إيرين ماكي، ألي موزي، كيت ريندرز، شاندرا لي شوارتز، جينيفر لورا طومسون
- فييرو: آشلي باركر أنجيل، سيباستيان أرسيلوس، ريتشارد إتش بليك، تاي ديجز، جاستن جواريني، كيرت هانسن، آندي كارل، كيفن كيرن، ديريك كلينا، كايل دين ماسي، ريان مكارتان، جوي ماكنتاير، آرون تفيت
- ساحر أوز الرائع: فريد آبلجيت، كيفن شامبرلين، ديفيد جاريسون، جورج هيرن، توم ماكجوان، بيتر سكولاري، بن فيرين، ليني وولبي
- مدام مورلي: ألكسندرا بيلينجز، جين هوديشيل، كارول كين، جودي كاي، ميشيل لي، ميريام مارغوليس، شارع ماك كلاناهان، نانسي أوبل، شيريل لي رالف، روندي ريد، ماري تيستا
- نيساروز: كيلي باريت، كاثرين شارليبوا، جينا لي جرين، أرييل جاكوبس، شوبا نارايان
- بوك: أليكس برايتمان، روبن دي خيسوس، راندي هاريسون، روب ساب، تايلور ترينش
- دكتور ديلاموند: كيه تود فريمان، مايكل جينيت، شون ماكورت، مارتن موران، تيموثي بريتن باركر

### بدائل ويست إند بارزة
- إلفابا : لويز ديرمان، وجنيفر دينويا، وكيري إليس، وإيما هاتون، وأليكسيا كاديم، وراشيل تاكر، وويليمين فيركايك
- جليندا: جينا بيك، لويز ديرمان، صوفي إيفانز، سوزي ماذرز، ديان بيلكنجتون، سافانا ستيفنسون
- فييرو: أليستير برامر، مارك إيفانز، بن فريمان، لي ميد، أوليفر تومبسيت، مات ويليس، ديفيد ويتس
- ساحر أوز الرائع: ديزموند باريت، كلايف كارتر، مارك كاري، آندي هوكلي، سام كيلي، توم ماكجوان
- مدام مورهي: سوزي بليك، أنيتا دوبسون، كيم إسماي، جولي ليجراند، لويز بلورايت، ليزا سادوفي، هارييت ثورب
- نيساروز: ناتالي أندرسون، كارولين كيف
- دكتور ديلاموند: بول كلاركسون، كريس جارمان، ستيفن بيندر

## الموسيقى والتسجيلات

### تحليل الموسيقى
تعتبر درجة ويكد موضوعية إلى حد كبير، وتحمل في بعض النواحي تشابهًا أكبر مع درجة فيلم من الموسيقى التقليدية. في حين أن العديد من الدرجات الموسيقية تستخدم أشكالًا وألحانًا جديدة لكل أغنية مع القليل من التداخل، قام شوارتز بدمج حفنة من الأفكار المهيمنة خلال الإنتاج. تشير بعض هذه الأشكال إلى السخرية - على سبيل المثال، عندما قدمت جليندا قبعة «مروعة» إلى إلفابا في «الرقص من خلال الحياة»، فإن النتيجة تكرر موضوعًا من «ما هذا الشعور؟» قبل ذلك ببضع مشاهد،  حيث تبنى إلفابا وجليندا كرههما المتبادل. يتم تشغيل موضوعين موسيقيين في ويكد طوال النتيجة. على الرغم من أن شوارتز نادرًا ما يعيد استخدام الزخارف أو الألحان من أعمال سابقة،  الأولى - موضوع إلفابا - جاء من فيلم بقاء القديس جوان الذي عمل فيه كمخرج موسيقي. قال في مقابلة أجريت معه في عام 2004: «لطالما أحببت هذه النغمة كثيرًا ولم أستطع أبدًا معرفة ما أفعله بها». أصبح تقدم الوتر الذي صاغه لأول مرة في عام 1971 موضوعًا رئيسيًا لتنسيق العرض. من خلال تغيير الآلات التي تحمل الفكرة في كل حالة، يتيح شوارتز نفس اللحن لنقل حالات مزاجية مختلفة. في العرض، يتم حمل اللحن بواسطة قسم الأوركسترا النحاسي، بقرع ثقيل. والنتيجة، على حد تعبير شوارتز، «مثل ظل عملاق يرعبك». عندما يتم العزف على البيانو مع بعض الجهير الكهربائي في «طالما كنت الألغام»، فإن نفس تقدم الوتر يصبح أساسًا لثنائي رومانسي. ومع الكلمات الجديدة والجسر المعدّل، يشكل الموضوع جوهر أغنية «لا أحد يحزن على الويكد» وتكرارها.
يستخدم شوارتز موضوع "غير محدود" باعتباره الفكرة الرئيسية الثانية التي تمر عبر النتيجة. على الرغم من عدم تضمينها كأغنية معنونة، إلا أن الموضوع يظهر كفاصل في العديد من الأرقام الموسيقية. في تكريم لهارولد أرلين، الذي كتب نوتة الفيلم المقتبس عام 1939، تضم اللحن "غير محدود" أول سبع نغمات من أغنية " فوق قوس قزح ". أدرجها شوارتز على أنها مزحة داخلية، "وفقًا لقانون حقوق النشر، عندما تصل إلى الملاحظة الثامنة، يمكن للناس أن يأتي ويقولوا،" لقد سرقت نغمتنا ". وبالطبع من الواضح أنه مقنع أيضًا في أنه مختلف تمامًا بشكل إيقاعي. كما أنه متناسق بشكل مختلف تمامًا.... انها على وتر مختلف وهلم جرا، ولكن لا يزال انها الملاحظات السبعة الأولى من "مكان ما على مدى قوس قزح". أخفى شوارتز أيضًا أصل الفكرة من خلال وضعها في مفتاح ثانوي في معظم الحالات. يخلق هذا أيضًا تباينًا في الأغاني التي تشكل جزءًا منها، على سبيل المثال في "تحدي الجاذبية"، والذي تمت كتابته بشكل أساسي في مفتاح ري منخفض كبير. ولكن في أغنية "The ويكد ساحرة الشرق"، عندما تستخدم إلفابا أخيرًا قواها للسماح لأختها بالمشي، يتم تشغيل موضوع "غير محدود" في مفتاح رئيسي.

### التسجيلات
تم إصدار تسجيل من إنتاج برودواي الأصلي في 16 ديسمبر 2003 بواسطة مجموعة يونيفرسال الموسيقية. جميع الأغاني المعروضة على خشبة المسرح موجودة في التسجيل باستثناء «الساحر وأنا (ريبرايز)» و «رجل عاطفي (ريبرايز)» و «ساحرة الشرق الويكدة». تكرار قصير من «لا أحد يحزن على الويكد» الذي يفتح القانون الثاني مرفق ببداية «الحمد لله». قام بترتيب الموسيقى ستيفن أوريموس، الذي كان أيضًا قائد الأوركسترا والمخرج الموسيقي وجيمس لين أبوت، مع فرق ويليام ديفيد برون. حصل التسجيل على جائزة جرامي لأفضل ألبوم موسيقي في عام 2005  وحصل على شهادة البلاتينية من قبل رابطة صناعة التسجيلات الأمريكية في 30 نوفمبر 2006. حصل الألبوم على شهادة البلاتين المزدوج في 8 نوفمبر 2010. تم إصدار طبعة خاصة للذكرى الخامسة لتسجيل طاقم برودواي الأصلي في 28 أكتوبر 2008، مع قرص مضغوط إضافي يتضمن مقطوعات من تسجيلات الممثلين اليابانية والألمانية، «صنع جيد» وهي أغنية تم استبدالها لاحقًا بـ «الساحر وأنا» غناها ستيفاني جيه بلوك مع شوارتز في البيانو «أنا لست تلك الفتاة» لكيري إليس (يظهر براين ماي على الجيتار)، مزيج رقص مينزل من «تحدي الجاذبية» و «فور جود» غناه لين رايمز دلتا جودريم.
تم إصدار تسجيل ألماني لإنتاج شتوتغارت في 7 ديسمبر 2007، ويضم قائمة وترتيبات متطابقة مع تلك الخاصة بتسجيل برودواي. تم إصدار تسجيل الممثلين اليابانيين في 23 يوليو 2008، ويضم طاقم طوكيو الأصلي. من الجدير بالذكر أنه الألبوم الوحيد من العرض الذي يتضمن حوار جليندا النهاية.

### تنسيق
مقارنة بين التنظيمات الموسيقية الأصلية والمختصرة (المكتوبة للجولة الوطنية لعام 2005) 
| أصلي | انخفاض |
| --- | --- |
| - ريد 1 : بيكولو، فلوت، ألتو فلوت، مسجل، بيني ويسل في د - ريد 2 : المزمار، القرن الإنجليزي، باس المزمار - ريد 3 : B ♭ كلارينيت، E ♭ الكلارينيت، باس الكلارينيت، السوبرانو الساكسفون - ريد 4 : الناي، B ♭ كلارينيت، الباسون، الباريتون الساكسفون | - ريد 1 : بيكولو، فلوت، فلوت ألتو، مسجل سوبرانو، بيني ويسل في د - ريد 2 : المزمار، القرن الإنجليزي - ريد 3 : B ♭ كلارينيت، E ♭ كلارينيت، باس الكلارينيت، السوبرانو الساكسفون |
| - 2 أبواق - 2 الأبواق (مضاعفة على Flügelhorn) - 2 ترومبون | - 1 القرن - 2 الأبواق (مضاعفة على Flügelhorn) - 1 ترومبون (بشكل أساسي تينور، لكن مضاعفة على الجهير)                                                                          |
| - مجموعة الطبل (بما في ذلك: Snare وBass Drum وKick Drum وToms وCrash Cymbal وChina Cymbal وSizzle Cymbal وRide Cymbal وTambourine وBerimbau وعناصر مساعدة أخرى)                                                                                 | - مجموعة الطبل (بما في ذلك: Snare وBass Drum وKick Drum وToms وCrash Cymbal وChina Cymbal وSizzle Cymbal وRide Cymbal وTambourine وBerimbau وعناصر مساعدة أخرى)              |
| - قرع (بما في ذلك: Glockenspiel وVibraphone وTimpani وChimes / Tubular Bells وCrotales وTam-Tam وTaiko Drums وTriangle وغيرها من الأدوات المختلفة)                                                                                              | - قرع (بما في ذلك: Glockenspiel وVibraphone وTimpani وChimes / Tubular Bells وCrotales وTam-Tam وTaiko Drums وTriangle وغيرها من الأدوات المختلفة)                           |
| - الغيتار 1 (كهربائي، صوتي، القوس الإلكتروني، بانجو، وماندولين) - الغيتار 2 (كهربائي، صوتي، بانجو، 12 سلسلة، وقوس إلكتروني) | - الغيتار (كهربائي، صوتي، كلاسيكي، القوس الإلكتروني، البانجو، 12 سلسلة، وماندولين)                                                                                           |
| - كمان 1 (مضاعفة على الكمان الكهربائي) - الكمان 2 - فيولا - التشيلو - الجهير (يضاعف كهربائيًا، بدون حنق، وتحديداً Fender Bass) | - كمان - التشيلو - الجهير (يضاعف كهربائيًا، بدون حنق، وتحديداً Fender Bass) |
| - 1 قيثارة - 3 لوحات مفاتيح (بيانو، رودس / حقيبة سفر، بيانو إلكتروني، أوتار، آلات نحاسية وخشبية متنوعة، وأصوات مختلفة ومجموعات من الأصوات) | - 4 لوحات المفاتيح (بيانو، رودس / حقيبة، بيانو الالكترونية، سلاسل، ومختلف النحاس وآلات النفخ الصكوك، والمختبرة القيثارة Glissandi، ومجموعات أخرى من الأصوات)                 |

## الإنتاج

### إنتاج برودواي الأصلي

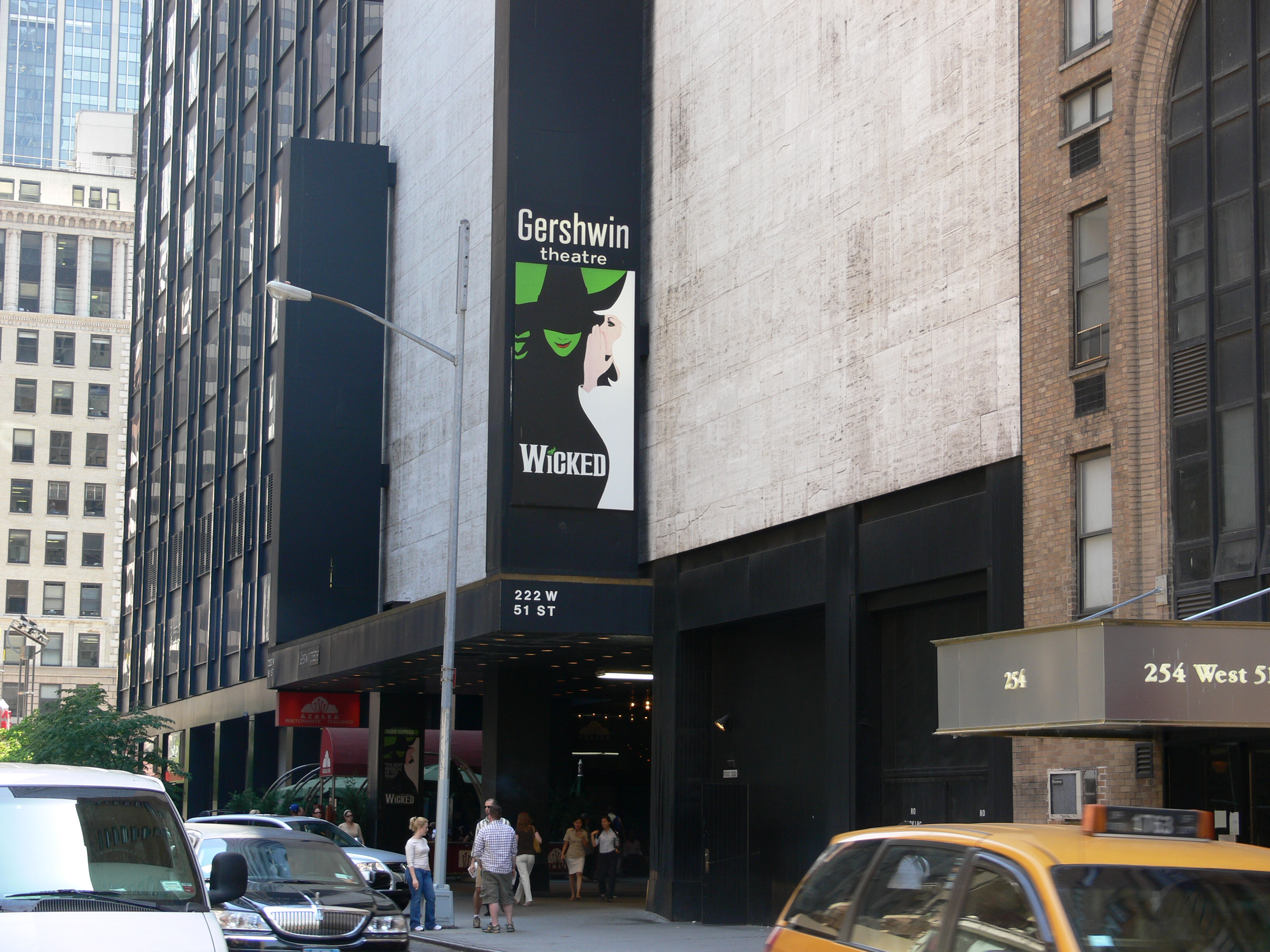
كان إنتاج برودواي الأصلي في مسرح غيرشوين منذ افتتاحه في عام 2003.

تم افتتاح ويكد رسميًا في 10 يونيو 2003 في مسرح كوران في سان فرانسيسكو، بعد أن بدأت المعاينات في 28 مايو، في تجربة ما قبل برودواي التي قدمتها SHN. ضم الممثلون كريستين تشينويث في دور غليندا، وإدينا مينزل في دور إلبابا، وروبرت مورس في دور الساحر، ونوربرت ليو بوتز في دور فييرو، وميشيل فيدرر في دور نيساروز، وكارول شيلي في دور السيدة مورريليس، وجون هورتون في دور دكتور ديلاموند، وكريستوفر فيتزجيرالد في دور بوك. ستيفاني جيه بلوك، التي قرأت في الأصل دور إلفابا في تطوير ورشة العمل، كانت في وضع الاستعداد لـ مينزل أثناء الاختبارات، لكنها غادرت قبل انتقال العرض إلى برودواي للقيام بدور في الصبي من أوز. أغلقت التجربة في 29 يونيو 2003، وبعد إعادة تجهيز واسعة النطاق،  بدأت المسرحية الموسيقية معاينات في برودواي في مسرح غيرشوين في 8 أكتوبر 2003، وقدمت العرض الرسمي الأول في 30 أكتوبر. بقي معظم فريق الإنتاج الأصلي وأعضاء فريق التمثيل مع العرض. شملت التغييرات الرئيسية في اختيار الممثلين جويل جراي في دور الساحر، وويليام يومانز في دور دكتور ديلاموند وكريستوفر فيتزجيرالد في دور بوك.
اعتبارًا من 12 مارس 2020، أوقف العرض الإنتاج بسبب وباء COVID-19. سيتم تعليق إنتاج المعرض حتى 1 يونيو 2021 على أقرب تقدير. سيتولى آلان فيتسمان دور فييرو عام 2026، قبل أن يلعب دور فانتوم وآموس.

### إنتاجات أمريكا الشمالية

ركض إنتاج الجلوس من ويكد في مسرح أورفيوم في سان فرانسيسكو

وكاليفورنيا لأكثر من عام. في عام 2005، بدأت أول جولة وطنية لـ ويكد (أطلق عليها المنتجون «مدينة الزمرد Tour») في تورونتو، أونتاريو، وذهبت لزيارة العديد من المدن في جميع أنحاء الولايات المتحدة وكندا. بدأت المعاينات في 8 مارس، وافتتحت رسميًا في 31 مارس. شمل فريق التمثيل الأصلي كندرا كاسيباوم في دور غليندا، وستيفاني ج.بلوك في دور إلبابا، وديريك ويليامز في دور فييرو، وجينا لي غرين في دور نيساروز، وكارول كين في دور مدام مورهي، وتيموثي بريتن باركر في دور دكتور ديلاموند، ولوجان ليبتون في دور بوك، وديفيد جاريسون في دور نيساروز. المشغل. اختتمت الجولة في مسرح سراويل في لوس أنجلوس في 15 مارس 2015.
بعد مشاركة محدودة في الجولة الوطنية الأولى من 29 أبريل إلى 12 يونيو 2005، افتتح إنتاج الجلوس في المسرح الشرقي في شيكاغو بعد الجولة مباشرة. شمل طاقم العمل آنا جاستاير في دور إلفابا، وكيت ريندرس في دور جليندا، وروندي ريد في دور مدام موريبل، وكريستوفر كوسيك في دور فييرو، وتيلى ليونج في دور بوك، وهايدي كيتنرينغ في دور نيساروز وجين ويغاند في دور الساحر. تم إغلاق الإنتاج في 25 يناير 2009. مرة أخرى عادت الجولة إلى شيكاغو في عامي 2010 و 2013.
كما ظهر إنتاج مفتوح في لوس أنجلوس، كاليفورنيا في مسرح بانتاجيس. بدأت العروض في 10 فبراير 2007، بافتتاح رسمي في 21 فبراير. ضم فريق الممثلين ميغان هيلتي في دور غليندا، وإيدن إسبينوزا في دور إلفابا، وكارول كين في دور مدام مورهيوس، وتيموثي بريتن باركر في دور دكتور ديلاموند، وجينا لي جرين في دور نيساروز، وآدم ويلي بدور بوك، وكريستوفر كوسيك في دور فييرو، وجون روبنشتاين في دور الساحر. أغلق الإنتاج في 11 يناير 2009، بعد 791 عرضًا و 12 معاينة. تم افتتاح إنتاج ويكد في سان فرانسيسكو رسميًا في 6 فبراير 2009، في مسرح أورفيوم التابع لـ SHN، بعد معاينات من 27 يناير. وتضمن المدلى بها تيل ويكس كما إلفابا، كيندرا كاسيباوم كما جليندا، نيكولاس درومارد كما فييرو، كارول كان كما مدام موريبل، ديفيد حامية كما معالج، ديدي ماغنو قاعة كما نيساروز، توم فلين كما طبيب ديلاموند، وإيدي ريوسيكو كما جداول الكميات. تم إغلاق الإنتاج في 5 سبتمبر 2010، بعد 660 عرضًا و 12 معاينة.
الجولة الثانية الوطنية للويكد (تسمى «مونشكينلاند جولة») بدأت في عام 2009 مع معاينات في 7 آذار وليلة الافتتاح الرسمي يوم 12 مارس في باربرا. مان المسرحية قاعة الفنون في فورت مايرز، فلوريدا. قام الممثل الأصلي ببطولة مارسي دود في دور إلفابا وهيلين يورك في دور جليندا وكولن دونيل في دور فييرو وتوم ماكغوان في دور الساحر.

### لندن

منذ افتتاحه تم عرض مسرحية لندن في مسرح أبولو فيكتوريا

بدأ إنتاج لندن المعاينات في مسرح أبولو فيكتوريا من 7 سبتمبر وفي ليلة الافتتاح في 27 سبتمبر 2006. احتفلت بعيدها العاشر في عام 2016 بمكالمة ستارة خاصة تضم أعضاء فريق ويست اند السابقين. تم تصميم الإنتاج قليلاً للجمهور البريطاني، بما في ذلك تغييرات إبداعية طفيفة في الحوار وتصميم الرقصات والمؤثرات الخاصة. تم دمج معظمهم لاحقًا في جميع أعمال ويكد، بما في ذلك إنتاج برودواي والجولتين الوطنيتين. تشمل هذه التغييرات لقاء إلفابا مع فييرو عندما وصل لأول مرة إلى جامعة شيز. بالإضافة إلى ذلك، تمت إزالة رقصة الفالس بين إلفابا والساحر أثناء «ويندرفل».
أعاد إنتاج ويست اند توحيد الفريق الإبداعي الأصلي للعرض مع ايدينا مينزل، التي نشأت دور إلفابا في إنتاج برودواي (جنبًا إلى جنب مع تجربتها في سان فرانسيسكو عام 2003). شمل أعضاء فريق لندن الأصليون هيلين داليمور في دور جليندا وميريام مارجوليز في دور مدام موريسي وآدم جارسيا في دور فييرو ومارتن بول في دور دكتور ديلاموند وجيمس جيلان في دور بوك وكاتي رولي جونز في دور نيساروز ونيجل بلانر في دور الساحر. بعد مشاركتها المحدودة، التي انتهت في 30 ديسمبر 2006، خلفتها كيري إليس في 1 يناير 2007، والتي أصبحت أول امرأة بريطانية تلعب دور إلفابا.

### جولات المملكة المتحدة / أيرلندا
بدأ العرض أول جولة له في المملكة المتحدة / أيرلندا في 12 سبتمبر 2013 في مسرح بالاس في مانشستر، حيث أقيم حتى 16 نوفمبر. ثم قام بجولة في المملكة المتحدة وأيرلندا قبل أن يختتم في سالفورد في 25 يوليو 2015. تألف فريق التمثيل الأصلي من نيكي ديفيس جونز في دور إلفابا، مع إميلي تيرني في دور جليندا. إلى جانبهم كان ليام دويل في دور فييرو ومارلين كاتس في دور مدام مورهي وكارينا جيليسبي في دور نيساروز وجورج أور في دور بوك وديل رابلي في دور الساحر والدكتور ديلاموند. هذه هي المرة الأولى التي لعب فيها ممثل واحد آخر دورين. بدأت جولة ثانية بين المملكة المتحدة وأيرلندا في ديسمبر 2017 وانتهت في يناير 2019. كان من بين الممثلين إيمي روس في دور إلفابا، وهيلين وولف في دور جليندا، وآرون سيدويل في دور فييرو.

### جولة دولية
افتتحت جولة ويكد الدولية في 13 يوليو 2016 في مسرح قصر الحمراء في برادفورد، إنجلترا. لعبت جاكلين هيوز دور البطولة في دور إلفابا، مع كارلي أندرسون في دور جليندا وبرادلي جادين في دور فييرو. إلى جانبهم، يوجد ستيفن بيندر في دور الساحر وديلاموند، وكيم إسماي في دور السيدة مورريوس، وإميلي شو في دور نيساروز، وإيدون جونز في دور بوك. بعد توقفها في برادفورد، انتقلت الجولة إلى آسيا، حيث لعبت أولاً في المسرح الكبير في سنغافورة. ثم انتقل إلى مسرح ليريك في هونغ كونغ، ثم مسرح سولير في مانيلا. انتهت الجولة في 2 يوليو 2017.

### إنتاجات أسترالية
تم افتتاح إنتاج أسترالي رسميًا في 12 يوليو 2008، مع بدء المعاينات في 27 يونيو في مسرح ريجنت في ملبورن. تم اختيار أماندا هاريسون في الأصل كـ إلفابا، مع لوسي دوراك في دور جليندا. تألف فريق التمثيل الأصلي من روب ميلز في دور فييرو، وأنتوني كاليا في دور بوك، وروب جيست في دور الساحر، وماجي كيركباتريك في دور السيدة مورهي، وبيني ماكنامي في دور نيساروز ورودني دوبسون في دور الطبيب ديلاموند. توفي الضيف بشكل غير متوقع بعد شهور من موسم ملبورن، حيث تولى الدور بيرت نيوتن. اختتم العرض في ملبورن في 9 أغسطس 2009، وانتقل إلى مسرح الكابيتول في سيدني. بدأت المعاينات في 5 سبتمبر 2009، مع الافتتاح الرسمي في 12 سبتمبر. بعد فترة وجيزة من السباق، أُجبر هاريسون على ترك دور إلفابا بسبب مرض، لذلك بدأ الاستعداد الحالي جيما ريكس وخبير المسرح الأسترالي بيبا جرانديسون في مشاركة الدور، كل منهما يظهر في أربعة عروض في الأسبوع. في النهاية، تم التأكيد على أنها لن تعود إلى فريق التمثيل.
اختتم الإنتاج في سيدني في 26 سبتمبر 2010، وبدأ الإنتاج في جولة أسترالية وطنية بدأت في مسرح مركز كوينزلاند للفنون المسرحية في بريسبان. بعد تأخير لمدة أسبوعين بسبب فيضانات كوينزلاند، بدأت العروض في 25 يناير 2011 واستمرت حتى 2 أبريل. أصبح ريكس قائد إلفابا الوحيد  مع انضمام ديفيد هاريس باسم فييرو الجديد. انتقل الإنتاج المتجول بعد ذلك إلى مركز المهرجانات في أديلايد، الذي استمر من 14 أبريل حتى 4 يونيو 2011، مع لعب المرحلة الأخيرة من الجولة مسرح بورسوود في بيرث، من 19 يونيو إلى 11 سبتمبر 2011، واختتم أكثر من ثلاثة سنوات من العروض في أستراليا. بدأت جولة آسيوية في المسرح الكبير بسنغافورة في مارينا باي اعتبارًا من 6 ديسمبر 2011 حيث تولت سوزي ماذرز دور جليندا مقابل ريكس. بعد انتهاء مشاركة سنغافورة في الجولة في 22 أبريل 2012،  بدأت العروض في سيول، كوريا من 31 مايو حتى 6 أكتوبر 2012. بعد ذلك، تم عرض العرض الأول في نيوزيلندا، مع إجراء معاينات في 17 سبتمبر 2013، وليلة الافتتاح الرسمي في 21 سبتمبر. اختتم سباق أوكلاند في 24 نوفمبر 2013، حيث عزف المسرح المدني. انتقل الممثلون بعد ذلك إلى المسرح الرئيسي للمركز الثقافي للفلبين في مانيلا في فترة محدودة من 22 يناير  حتى 9 مارس 2014 بعد أن تم تمديده من تاريخ الإغلاق الأصلي. في وقت الذكرى العاشرة لـ ويكد 'في برودواي، أعلن العرض أنه سيعود إلى أستراليا في جولة وطنية تذكارية، تبدأ في ملبورن في 10 مايو 2014. عادت لوسي دوراك بدور جليندا، مع استمرار جيما ريكس في دور إلبابا. ضم فريق الممثلين النهائيين سوزي ماذرز (التي عادت بمجرد إعلان دوراك عن حملها)  مثل غليندا، وستيف دانيلسن في دور فييرو، وسيمون غالاهر في دور الساحر، وإدوارد جراي في دور بوك، وإميلي كاسكارينو في دور نيساروز، وغلين هوغستروم في دور الطبيب ديلاموند وأعضاء فريق العمل الأصلي جيما ريكس كما إلفابا وماجي كيركباتريك كما مدام موريبل. بعد سبع سنوات وما يقرب من 2000 عرض في 8 مدن مختلفة على المستوى الدولي، أغلق ويكد إلى أجل غير مسمى في مسرح Burswood في بيرث في 28 يونيو 2015.

### الإنتاجات الدولية اللاحقة
نسخة مختصرة من المسرحية الموسيقية مدتها ثلاثون دقيقة تُعرض في يونيفرسال ستوديوز اليابان في أوساكا، اليابان. كان الأسترالي جيما ريكس جزءًا من فريق التمثيل الأصلي، حيث تناوب دور إلفابا مع جيليان جياتشي وتايلور جوردان. عرض العرض، الذي افتتح في 12 يوليو 2006، القصة الأولية لـ Act 1 لكن فييرو ومدام موريبل وبوك ونيساروز ودكتور ديلاموند كانت غائبة وكانت هناك تغييرات كبيرة في المجموعات والأزياء. تم الأداء النهائي في 11 يناير 2011. تم افتتاح إنتاج ياباني لشركة مسرح شيكي في طوكيو، اليابان، في 17 يونيو 2007، وانتقل بعد ذلك إلى أوساكا، فوكوكا وناغويا، قبل أن يغلق في سابورو في 6 نوفمبر 2016.
أعيدت تسميته ويكد: داي هيكسين فون أوز (ويكد: ذا ويتشز أوف أوز)، بدأ الإنتاج الألماني لـ ويكد معاينات في 1 نوفمبر 2007 وافتتح في 15 نوفمبر، في مسرح البلاديوم في شتوتغارت. لعب ويليمين فيركايك دور إلفابا، لعبت لوسي شيرير دور جليندا. تم إنتاج الإنتاج بواسطة الترفيه المرحلة وأغلق في 29 يناير 2010، وتم نقله إلى أوبرهاوز  حيث بدأت المعاينات في مسرح مترونوم في 5 مارس 2010، مع ليلة الافتتاح في 8 مارس. تم إغلاق إنتاج أوبرهاوزن في 2 سبتمبر 2011. تم افتتاح إنتاج آخر، والذي كان ملحوظًا لعدم كونه نسخة طبق الأصل من مسرح برودواي الأصلي، في مسرح المدينة في هلسنكي، فنلندا في 26 أغسطس 2010 بعد أداء المعاينة في 24 أغسطس من ذلك العام. من إخراج هانز بيرندسون،  يشمل طاقم الممثلين ماريا يليبا في دور إلبابا وتوكا ليبانن في دور فييرو. تم تشغيل الإنتاج الثاني غير المكرر في كوبنهاغن، الدنمارك من 12 يناير حتى 29 مايو 2011، وتم تقديمه بواسطة ديت ني تيتر.
بدأ إنتاج باللغة الهولندية معاينات في سيركثيتر في لاهاي بهولندا في 26 أكتوبر 2011 وتم إنتاجه بواسطة Joop فان دن إند مسرح الإنتاج / مرحلة الترفيه. تم الافتتاح الرسمي في 6 نوفمبر. تكرر ويليمين فيركايك دورها في فيلم إلفابا من الإنتاج الألماني، لتصبح أول ممثلة تلعب الدور بلغتين مختلفتين. انضمت إليها شانتال جانزين في دور غليندا، وجيم باكوم في دور فييرو، وباميلا تيفيس في دور السيدة موررايب، وكريستان دي بروين في دور نيساروز، ونيلز جاكوبس في دور بوك، وجوشيم فيستي روزيموند في دور دكتور ديلاموند، وبيل فان ديجك في دور الساحر. تم إغلاق الإنتاج في 11 يناير 2013، بعد 14 شهرًا.
تم افتتاح أول إنتاج باللغة الإسبانية في مكسيكو سيتي، المكسيك في 17 أكتوبر 2013، بعد المعاينات من 10 أكتوبر. من إنتاج مسرح OCESA تم تشغيل النسخة المتماثلة في مسرح تيلسيل. شاركت النجمة السابقة للأطفال، دانا باولا، دور إلفابا مع آنا سيسيليا أنزالدا، مما جعل باولا البالغة من العمر 18 عامًا أصغر ممثلة في التاريخ تقوم بهذا الدور. بدأ الإنتاج الأول باللغة الكورية في سيول في 22 نوفمبر 2013 وهو نسخة طبق الأصل جديدة تمامًا. استمر هذا الإنتاج، الذي أقيم في مسرح شارلوت في سونغبا من 22 نوفمبر 2013 إلى 5 أكتوبر 2014. في نوفمبر 2015، أعلنت شركة «حان وقت المرح»، الشركة الرائدة في سوق الترفيه في أمريكا اللاتينية، عن تعديل المسرحية الموسيقية في البرازيل، والتي ظهرت لأول مرة في مارس 2016 في مسرح رينو في ساو باولو. إنها أكبر مرحلة تم تركيب المسرحية عليها حتى الآن. على الرغم من إغلاق الإنتاج في 18 ديسمبر 2016، في 12 نوفمبر 2018، فقد أُعلن أنه سيكون هناك إنتاج برازيلي لإحياء العرض، هذه المرة في مركز الترفيه سيداد داس أرتيس في ريو دي جانيرو. لم يتم الإعلان عن مواعيد التمثيل والعرض بعد، على الرغم من أنه من المتوقع أن يبدأ العروض في منتصف عام 2019 
ستقدم شركة المسرح الألمانية الترفيه المرحلة إنتاجاً جديداً من المسرحية الموسيقية. سيتم تقديمه في مسرح نيو فلورا في هامبورغ بداية من مايو 2021.

## التكيفات وإشادة الذكرى

### فيلم
تمت مناقشة تكيف فيلم ويكد منذ عام 2004، على الرغم من أن المنتجين كانوا ينتظرون تراجعًا في أرباح المسرح الموسيقي. بحلول عام 2012، ورد أن يونيفرسال ستوديوز تنتج الفيلم  مع ستيفن دالدري كمخرج وويني هولزمان، التي كتبت كتاب الموسيقى لتلوين السيناريو. أعلنت شركة يونفيرسال في عام 2016 أن الفيلم سيُعرض في دور العرض في 20 ديسمبر 2019، مع استمرار ارتباط دالدري بتوجيهه، والسيناريو الذي سيشترك في كتابته المبدعون الموسيقيون هولزمان وشوارتز. في مايو 2017، صرح شوارتز أن الفيلم سيعرض «أغنيتين جديدتين على الأقل». في 31 أغسطس 2018، أوقفت شركة يونفيرسال الفيلم، بسبب جدول الإنتاج، وأعطت فيلم كاتس، الذي أصبح قنبلة شباك التذاكر تاريخ الإصدار الذي احتفظ به الفيلم سابقًا. في 8 فبراير 2019، أعلنت شركة يونفيرسال عن تاريخ إصدار جديد لفيلم ويكد في 22 ديسمبر 2021. في 1 أبريل 2020، أوقفت شركة يونفيرسال الفيلم مرة أخرى بسبب تواريخ الإصدار المتغيرة العالمية وسط جائحة COVID-19، وأعطت Sing 2 تاريخ إصدار 2021. في 20 أكتوبر 2020، أُعلن أن Daldry قد ترك الإنتاج بسبب تضارب المواعيد. الموعد النهائي ورد في 2 فبراير 2021، أن جون إم تشو قد وقع لتوجيه الفيلم التكيف.

### الذكرى 15 الخاصة تكريم
في أكتوبر 2018، بث قناة إن بي سي ويكد هالوين: الاحتفال 15 سنة برودواي، استضافه مينزل وتشينوويث وضم أريانا غراندي، بنتاتونيكس، آدم لامبرت، ليدسي، شركة برودواي الحالية للموسيقى وغيرها وغناء العديد من الأرقام الموسيقية من ويكد إلى جمهور الاستوديو المباشر في مسرح ماركيز في نيويورك. الحفلة الموسيقية الخاصة من إخراج جلين فايس.

## الأستجابة

### جوائز وترشيحات
تم ترشيح إنتاج برودواي الأصلي لـ ويكد لـ 10 جوائز توني في 2004، بما في ذلك أفضل موسيقى كتاب ؛ الأوركسترا. النتيجة الأصلية ؛ الكوريغرافيا. تصميم الأزياء ؛ تصميم الإضاءة تصميم ذو مناظر خلابة أثناء تلقي ترشيحين لأفضل ممثلة - لمنزل وتشينوويث. فاز مينزل بجائزة أفضل ممثلة، وفاز العرض أيضًا بجوائز توني لأفضل تصميم مناظر طبيعية وأفضل تصميم أزياء، وخسر على وجه الخصوص أفضل كتاب، والنتيجة الأصلية، وفي النهاية أفضل موسيقى إلى أفينيو كيو. في العام نفسه، وفاز عرض 6 جوائز مكتب الدراما من أصل 11 ترشيحات، بما في ذلك القائمة الموسيقية، كتاب مدير وتصميم ازياء  بالإضافة إلى الفوز 4 جائزة دائرة النقاد الخارجية من أصل 10 ترشيحا. حصل تسجيل برودواي الأصلي أيضًا على جائزة جرامي لعام 2005 لأفضل ألبوم موسيقي.
تلقت المنتجات اللاحقة جوائز وترشيحات أيضًا. تلقى إنتاج ويست اند 5 ترشيحات لجائزة لورانس أوليفييه، وفاز لاحقًا بجائزة الجمهور عن العرض الأكثر شعبية في حفل توزيع الجوائز لعام 2010. تلقى الإنتاج الأسترالي الأصلي 6 جوائز هيلبمان من أصل 12 ترشيحًا، بما في ذلك أفضل موسيقى. تم اختيار ويكد كأفضل فيلم موسيقي في العقد من قبل مجلة ترفيه أسبوعي وأشادت بـ «ظاهرة ثقافية» من قبل مجلة فارايتي. بالرغم من أن شخصية إلفابا ليست «جائزة» من الناحية الفنية، فقد تم تصنيفها في المرتبة 79 في قائمة ترفيه أسبوعي لأعظم 100 شخصية في العشرين عامًا الماضية.

### استقبال نقدي
في تجربته خارج المدينة في سان فرانسيسكو، كان رد فعل الجمهور إيجابيًا بشكل عام، وعلى الرغم من أن النقاد يميلون إلى الإطراء على جمالية العرض ومشاهدته، إلا أنهم استخفوا بحالة الكتاب والنتيجة وتصميم الرقصات. علق دينيس هارفي من فارايتي بشكل إيجابي على الإنتاج «الموجه بأناقة» و «المصمم بشكل مبهر» و «المصمم بذكاء»، لكنه لا يزال مرفوضًا من كتابه «المتوسط» وكلمات الأغاني المبتذلة والموسيقى «العامة إلى حد كبير»  كتبت كارين ديسوزا من صحيفة سان خوسيه ميركوري نيوز أن «الأسلوب أكثر من المضمون هو الموضوع الحقيقي في هذه المدينة الزمردية.»
افتتح إنتاج برودواي في 30 أكتوبر 2003، لمراجعات مختلطة إلى إيجابية من نقاد المسرح. تلقت تشينويث ثناءً بالإجماع تقريبًا على أدائها مثل جليندا، بينما تلقت مينزل تقييمات متباينة إلى إيجابية لأدائها في دور إلفابا. أعطت مجلة الولايات المتحدة الأمريكية اليوم ومجلة تايم إنتاج برودواي لـ ويكد مراجعات إيجابية للغاية، حيث قال ريتشارد زوغلين من الزمن «إذا كان لكل مسرحية عقل وقلب وشجاعة ويكد، فإن برودواي ستكون حقًا مكانًا سحريًا.»  وصفتها إليسا جاردنر من يو إس إيه توداي بأنها «الموسيقى الجديدة الأكثر اكتمالا وإرضاءًا تمامًا التي صادفتها منذ وقت طويل.»  على العكس من ذلك، أحب بن برانتلي في صحيفة نيويورك تايمز الإنتاج لكنه انتقد العرض نفسه، واصفًا إياه بـ «الخطبة» التي «تبالغ في عرض يده لدرجة أنها تخفف من قوتها» بدرجة «عامة». وأشار إلى أن غليندا تلعب دورًا مبهرجًا لدرجة أن الجمهور ينتهي به الأمر إلى تأصيلها بدلاً من إلفابا «عديمة اللون بشكل مدهش»، وهي البطل «الاسمي». على الرغم من هذه المراجعات المختلطة، انتشر الاهتمام بـ ويكد بسرعة عن طريق الحديث الشفوي، مما أدى إلى نجاح قياسي في شباك التذاكر، كما هو موضح أدناه. وفي حديثه إلى صحيفة أريزونا ريبابليك عام 2006، علق شوارتز، «ماذا يمكنني أن أقول؟ المراجعات هي مراجعات. أعلم أننا قسمنا النقاد. لم نقسم الجمهور، وهذا ما يهم».
انفتحت الأعمال الفنية الدولية على استقبال نقدي متناقض مماثل. فتح إنتاج ويست اند استجابة أكثر تفاؤلاً قليلاً. لقد قدر غالبية النقاد مشهد الإنتاج الفخم، والأداء «القوي» للممثلين في أدوار الساحرتين. ومع ذلك، فقد وصف المعاصرون الإنتاج بأنه مبالغ فيه، ووعظ في بعض الأحيان، ويعاني من ضجيج أكثر من القلب. على الرغم من أن تشارلز سبنسر من الديلي تلغراف وصفها بأنها «في بعض الأحيان... فوضى قليلاً»، فقد امتدح نص هولزمان، ووصف تصميم الإضاءة لكينيث بوسنر بأنه «سحري» وأثنى على إلفابا من مينزل وجليندا لـ هيلين داليمور. أعطاها مايكل بيلنجتون من الحارس ثلاثة من أصل خمسة نجوم وعلق على كفاءة جميع الممثلين الرئيسيين ؛ ومع ذلك، فقد اشتكى من أن ويكد كان «نموذجيًا للغاية لموسيقى برودواي الحديثة: كفاءة، ومعرفة، ومهنية للغاية، ولكنها تشبه إلى حد كبير قطعة من المنتجات الصناعية أكثر من كونها تمس القلب أو العقل حقًا». قدم بول تيلور من الإندبندنت ملاحظات سلبية للغاية على مشاهدته لإنتاج لندن، واصفًا المحاولة في القصة الرمزية السياسية الموضوعية بأنها «حسنة النية ولكنها أيضًا ميلودرامية وغير متماسكة وسطحية بشكل مخيف» بينما شجب التمثيل والأغاني والكتاب، وخلص إلى أن «تمكن الإنتاج من الشعور بأنه مبالغ فيه وفارغة في الحال».

### استقبال تجاري
منذ افتتاحه في عام 2003، حطم إنتاج برودواي الأصلي لـ ويكد الرقم القياسي للمنزل في مسرح غيرشوين عشرين مرة. تزيد أرباحها بانتظام عن 1.6 مليون دولار كل أسبوع، مما يجعلها واحدة من أكثر الإنتاجات المربحة في برودواي. برسملة قدرها 14 مليون دولار، استغرق إنتاج برودواي 15 شهرًا لتحقيق نقطة التعادل، واستعاد استثماره الأولي بحلول 21 ديسمبر 2004. في عامها الأول، حققت أكثر من 56 مليون دولار. في الأسبوع المنتهي في 1 يناير 2006، حطم ويكد الرقم القياسي، الذي احتفظ به سابقًا المسرحية الموسيقية المنتجون، لأعلى إجمالي إجمالي في شباك التذاكر الأسبوعي في تاريخ برودواي، حيث كسب 1,610,934 دولارًا. لقد استمر في تحطيم الرقم القياسي الخاص به عدة مرات، حيث وصل إلى 1,715,155 دولارًا في نوفمبر 2006،  1,839,950 دولارًا، خلال أسبوع الكريسماس 2007، 2,086,135 دولارًا للأسبوع المنتهي في 29 نوفمبر 2009،  2,125,740 دولارًا بعد بضعة أسابيع فقط ثمانية عروض تنتهي في 3 يناير 2010، وأكثر من 2.2 مليون دولار في الأسبوع المنتهي في 2 يناير 2011. في الأسبوع الأول من عام 2012، حطم إنتاج برودواي رقماً قياسياً مرة أخرى، حيث كسب 2.7 مليون دولار. كسر ويكد مرة أخرى هذا الرقم القياسي في الأسبوع الأخير من عام 2012 عندما حقق 2.9 مليون دولار. في نهاية الأسبوع الأخير من عام 2013، أصبحت ويكد أول موسيقى تصل إلى 3 ملايين دولار في أسبوع واحد.
حققت إنتاجات ويكد عبر أمريكا الشمالية وخارجها نجاحًا ماليًا مماثلًا. حقق إنتاج لوس أنجلوس الرقم القياسي الإجمالي الأسبوعي المحلي، مرة أخرى من أداء The Producers، محققًا 1,786,110 دولارًا أمريكيًا في الأسبوع المنتهي في 4 مارس 2007. انضم الإنتاج إلى نظيره في برودواي في تسجيل رقم قياسي جديد خلال عيد الميلاد عام 2007 بمبلغ 1,949,968 دولارًا أمريكيًا، مع تسجيل أرقام قياسية أيضًا في شيكاغو (1,418,363 دولارًا)،  وسانت لويس (2,291,608 دولارًا)،  لتحقيق إجمالي إجمالي للإنتاج العالمي السبعة إلى رقم قياسي عالمي 11.2 مليون دولار. تم تسجيل مجموعة جديدة من الأرقام القياسية خلال عيد الميلاد عام 2010، مع تحطيم الأرقام القياسية للمنزل في سان فرانسيسكو (1,485,692 دولارًا)، بروفيدنس (1,793,764 دولارًا) وشينيكتادي (1,657,139 دولارًا) بالإضافة إلى برودواي، مما رفع إجمالي الموسيقى لمدة أسبوع واحد في أمريكا الشمالية وحدها إلى 7062,335 دولارًا.
لعب ويكد أمام أكثر من 2 مليون زائر في شيكاغو بإجمالي يتجاوز 200 مليون دولار، مما يجعله العرض الأكثر ربحًا في تاريخ شيكاغو بحلول يونيو 2007. بإجمالي إجمالي قدره 1400000 دولار في الأسبوع الافتتاحي سجل باستمرار أرقامًا قياسية وأصبح أطول عرض موسيقي في برودواي في تاريخ شيكاغو. أخبر المنتج ديفيد ستون فارايتي "اعتقدنا أن إنتاج شيكاغو سيستمر 18 شهرًا، ثم نقضي عامًا في لوس أنجلوس وستة أشهر في سان فرانسيسكو... لكن المبيعات ظلت قوية جدًا لدرجة أن المنتجين ابتكروا طريقًا آخر عرض وأبقى العرض ساريًا في شيكاغو ". بالإضافة إلى ذلك، شهد إنتاج الجولات السياحية أكثر من 2.2 مليون في أول عامين له، والذي حقق أكثر من 155 مليون دولار  بلغ إنتاج لوس أنجلوس أكثر من 145 مليون دولار وشاهده أكثر من 1.8 مليون مستفيد. على مدى 672 عرضًا من إنتاج سان فرانسيسكو، باع ويكد أكثر من 1 مليون تذكرة بإجمالي تراكمي يزيد عن 75 مليون دولار. في حين أن إنتاج برودواي من ويكد رحب بخمسة ملايين عضو من الجمهور في 29 سبتمبر 2010. الإنتاج الدولي لـ ويكد يضاهي الاستقبال الإيجابي للغاية في شباك التذاكر. على الرغم من أن مسارح ويست اند لا تنشر إجمالي الأرباح الأسبوعية المدققة، فقد ادعى إنتاج ويست اند لـ ويكد أنه سجل أعلى إجمالي إجمالي لمدة أسبوع واحد في ديسمبر 2006، حيث حصل على 761000 جنيه إسترليني في الأسبوع المنتهي في 30 ديسمبر. في 23 يونيو 2008، أفاد المنتجون أن أكثر من 1.4 مليون شخص قد شاهدوا إنتاج لندن منذ افتتاحه، وتجاوزت الأرباح 50 جنيهًا إسترلينيًا مليون؛  ذكرت نفس التقارير أن العرض كان على الدوام واحدًا من أكثر عرضين ربحًا في ويست إند. للأسبوع الذي يبدأ في 27 ديسمبر 2010، بلغ إجمالي إنتاج لندن 1,002,885 جنيهًا إسترلينيًا، وهو أعلى إجمالي إجمالي في أسبوع واحد في تاريخ مسرح ويست إند،  مع أكثر من 20000 من رواد المسرح الذين حضروا العروض التسعة لويكد في ذلك الأسبوع. حطم إنتاج ملبورن سجلات شباك التذاكر الأسترالية، حيث باع 24750 تذكرة في ثلاث ساعات خلال فترة ما قبل البيع وحقق أرباحًا تزيد عن 1.3 دولار مليون في أول يوم عمل بعد الافتتاح الرسمي. في 27 أبريل 2009، تجاوز الإنتاج المعلم الرئيسي البالغ 500000 مستفيد. عندما انتقل إلى سيدني، حطم الإنتاج "جميع سجلات شباك التذاكر الأسبوعية السابقة لمسرحية موسيقية في مسرح الكابيتول، حيث بلغ إجمالي أرباحها 1,473,775.70 دولارًا في أسبوع واحد خلال أكتوبر 2009.
في الأسبوع المنتهي في 17 أكتوبر 2010، أصبحت ويكد ثالث موسيقي فقط في تاريخ برودواي تتجاوز 500 دولار مليون في الإجمالي. من خلال المقاعد المباعة في برودواي، تحتل المرتبة العاشرة على الإطلاق. اعتبارا من سبتمبر 2011، ويكد في أمريكا الشمالية والشركات الدولية قد حقق مجتمعة ما يقرب من 2.5 مليار$، وقد شهدت قبل ما يقرب من 30 مليون شخص في جميع أنحاء العالم. لا يزال الإنتاج الأصلي يعمل حتى اليوم ويحتل حاليًا المرتبة السادسة في عرض برودواي الأطول في التاريخ. احتفلت ويكد بأدائها رقم 1000 في برودواي في 23 مارس 2006. العديد من الإنتاجات الأخرى وصلت أيضًا إلى رقم 1000 في الأداء، بما في ذلك أول شركة سياحية في أمريكا الشمالية في 15 أغسطس 2007،  شركة شيكاغو في 14 نوفمبر 2007،  شركة ويست اند في 14 فبراير 2009، الشركة الأسترالية في 7 مايو 2011.

### خلف ستارة الزمرد
أدى نجاح إنتاج برودواي إلى تطوير عرض إضافي، وراء الستار الزمرد، الذي أنشأه شون ماكورت عضو فريق التمثيل الأصلي في برودواي الذي لعب دور والد الساحرة - وأنتوني جالدي، الذي كان طويلًا تأرجح في شركة برودواي من 2004 إلى 2012. تتميز الجولة بإلقاء نظرة من وراء الكواليس لمدة تسعين دقيقة على الدعائم والأقنعة والأزياء والمجموعات المستخدمة في العرض، وتتضمن جلسة أسئلة وأجوبة مع أعضاء فريق التمثيل. يقود جولة برودواي حاليًا ماكورت وعضو الفرقة منذ فترة طويلة، ليندساي ك.نورثين. ظهرت الجولة أيضًا في إنتاجات الجلوس في لوس أنجلوس وسان فرانسيسكو وشيكاغو، وكان كل منها يديره أعضاء مختلفون من فريق التمثيل في العرض. توفر الجولة نظرة من وراء الكواليس على ما يدخل في العرض كل يوم. يحصل المشاركون على وصف مباشر لما يعنيه أن تكون جزءًا من الإنتاج الضخم الذي يمثله ويكد. لإضفاء مظهر بشرة إلفابا الأخضر، يتم استخدام 40 وعاءًا سنويًا من الماكياج الأخضر ماك كروماكاكي ذي المناظر الطبيعية المتوفر تجاريًا. يعتمد على الماء لسهولة الإزالة.

## الثقافة الشعبية
عرض المسلسل التليفزيوني غلي أغلفة لأغنية ويكد أربع مرات: أولاً في حلقة «عجلات» حيث يتنافس اثنان من الطلاب (راشيل وكيرت) على بطولة فردية، مستخدمين أغنية «تحدي الجاذبية»؛ ثانياً، في حلقة «نيويورك» حيث قام نفس الطلاب بالثنائي على مسرح غيرشوين وغنوا أغنية «من أجل الخير». في الحلقة المائة من المسلسل، حيث يغني ثلاثة طلاب معًا «تحدي الجاذبية». وفي الحلقة قبل الأخيرة من المسلسل يغني نفس الطلاب أغنية «شعبي». في مسلسل New Girl، تغني الشخصية الرئيسية (وينستون) أغنيتي «شعبيه» و «تحدي الجاذبية» في رحلة إلى المكسيك. كما تم عرض مقطع من أغنية "Popular" في فيلم زومبي لاند عام 2009
غنى الفنان جون بارومان نسخة من «الساحر وأنا» (أعيد تسميتها الدكتور وأنا) في جولته لعام 2008 في المملكة المتحدة مع كلمات مقتبسة تشير إلى دكتور هو وشخصية تورشوود جاك التي تظهر عاطفة للطبيب. سجلت كيري إليس، التي لعبت دور إلفابا في ويست اند وفي برودواي، أغنية «أنا لست تلك الفتاة» في إصدار الذكرى السنوية الخامسة لتسجيل طاقم برودواي الأصلي. كما سجلت نسختها الخاصة من موسيقى الروك «تحدي الجاذبية». تم إنتاج كلتا الأغنيتين من قبل الموسيقي البريطاني بريان ماي وظهرت في مسرحيتها الموسعة ويكد في روك (2008) وألبومها الأول الاناشيد (2010). قدمت نسختها من «تحدي الجاذبية» في 2008 الملكي فارايتي الاداء جنبًا إلى جنب مع ماي على الجيتار. تم إصدار ريمكس رقص لنسختها الصخرية من «تحدي الجاذبية» لاحقًا في عام 2011. أصدرت لويز ديرمان، التي لعبت دور إلفابا وجليندا في ويست اند، نسخة صوتية من «تحدي الجاذبية» للنسخة الويكدة من ألبومها هنا تأتي الشمس. كما غطت النجمة السابقة لها ولندن إلفابا راشيل تاكر «تحدي الجاذبية» في ألبومها الأول السبب (2013). أخذ كل من مغني الراب دريك والمغني ميكا عينات من الأغنية الموسيقية في أغنيتيهما «شعبيه» و «أغنية شعبية» على التوالي. أصدرت الفرقة الأمريكية ويتوس أغنية EP البرق EP (ضمن مسلسلها البوب والأغاني والموت) مستوحاة من ويكد، بتأثيرات شديدة في جميع أنحاء بما في ذلك كلمات أغنية «فتاة حقيقية» مثل «كنت اللون المثالي، سيدة خضراء زاهية» مع شخصيات إلفابا و Scarecrow في الفيديو. كانت صورة غلاف الألبوم أيضًا خضراء زاهية وتضمنت قبعة على طراز إلفابا.
وسائل الإعلام متنوعة مثل سلسلة أنيمي الأحمر حديقة والدراما النهار العواطف وبافي قاتلة مصاصي الدماء الروايات والرسوم البيانية لها كل ساخر الأغاني ويكد والحروف. في بداية الحلقة الثانية من ثلاث حلقات من المسلسل القصير رجل تين (تكيف آخر لكون باوم أوزيان)، تشير بطلة الرواية DG إلى والدها باسم «المصاصة» نائبًا، وهو الاسم الأكثر شيوعًا «البوب» أو «بابي» مرددًا صدى جاليندا فيها رسالة إلى المنزل في بداية «ما هذا الشعور؟». أيضا في الحلقة الثانية من مسلسل عائلة فري فورم الدرامي ضخم، ترتدي إحدى الشخصيات تي شيرت رياضي «جامعة شيز»، بينما تم ذكر ويكد و «خطوطها الطويلة» في مسلسل نيكلوديون اي كارلي. مسرحية برودواي الموسيقية شريك الموسيقية تسخر من الفصل الأول من العرض مع «ما يصل، دولوك؟»؛ أعاد شخصية اللورد فاركواد تمثيل «تحدي الجاذبية» بإعلانه «لن ينزلني أحد» متبوعًا بحزام ليجاتو أثناء وجوده فوق قلعته.نهاية أغنية «غريزة القاتل» في جعله على الموسيقية تُحاكي الملاحظات الختامية لـ «لا أحد يحزن على الويكد».
تمت مقارنة الأغنية الحائزة على جائزة الأوسكار «أطلقي سرك» من فيلم ديزني 2013 الناجح ملكة الثلج، والتي فازت أيضًا بجائزة الأوسكار لأفضل فيلم رسوم متحركة، بأغنية «تحدي الجاذبية» نظرًا لتشابه موضوعها وأسلوبها الغنائي المماثل، وغناها الأصلي إلفابا ايدينا مينزل. عبّر فيليمين فيركايك عن النسختين الهولندية والألمانية عن دور إلسا في فيلم فروزن وغنى أغنية «أطلقي سراحك» بهاتين اللغتين. أصبح هذا دورًا آخر لعبته في الأصل يدينام ينزل والذي لعبته فيركايك بعد نجاحها في إنتاج اللغة الألمانية والهولندية والإنجليزية لـ ويكد. عندما جاء فروزن إلى برودواي تمت مقارنة أغنية «الوحش» (التي غنتها كاسي ليفي، والتي لعبت دور إلفابا أيضًا) بأغنية «لا عمل جيد».

## وصلات خارجية
- صفحة المسرحية علي Allmusicals
- صفحة المسرحية علي تويتر

## .مراجع
1. ↑   https://www.leparisien.fr/culture-loisirs/cinema/wicked-cette-comedie-musicale-avec-ariana-grande-nous-rend-vert-de-rage-04-12-2024-DP4CRSH6SFCFLC2E4MJAVC3TZM.php. {{استشهاد ويب}}: |url= بحاجة لعنوان (مساعدة) والوسيط |title= غير موجود أو فارغ (من ويكي بيانات) (مساعدة)
2. 1 2  "Wicked". قاعدة بيانات برودواي على الإنترنت. مؤرشف من الأصل في 2008-07-04. اطلع عليه بتاريخ 2007-11-08.
3. ↑  Lefkowitz، Andy (28 أكتوبر 2019). "Wicked Surpasses Les Misérables as Fifth-Longest-Running Show in Broadway History". Broadway Buzz. مؤرشف من الأصل في 2020-09-28.
4. ↑  "Wicked: The Show". مؤرشف من الأصل في 2021-02-07. اطلع عليه بتاريخ 2014-02-05.
5. ↑  Gans, Andrew. ""Wicked Breaks Record for Highest-Grossing Week in Broadway History نسخة محفوظة January 5, 2011, على موقع واي باك مشين.".بلايبل|Playbill. January 4, 2011. Retrieved March 9, 2011.
6. ↑  Press release (January 4, 2011). "Wicked Sets New Box Office Record with a Single Week Gross of over £1 Million, Crowning a Record-Breaking 2010 نسخة محفوظة July 24, 2011, على موقع واي باك مشين.". wickedthemusical.co.uk. Retrieved March 9, 2011.
7. 1 2  "Wicked Becomes First Broadway Musical to Gross Over $3 Million in One Week". playbillBroadwayworld.com. مؤرشف من الأصل في 2014-01-03. اطلع عليه بتاريخ 2014-01-03.
8. ↑  McPhee, Ryan. "Wicked Surpasses The Phantom of the Opera as Second-Highest Grossing Show in Broadway History",'Playbill, July 11, 2017. نسخة محفوظة 2020-09-05 على موقع واي باك مشين.
9. ↑  "John Bucchino and the Origins of Wicked". MusicalSchwartz.com. مؤرشف من الأصل في 2020-01-28. اطلع عليه بتاريخ 2007-11-08.
10. 1 2  Winn، Steven (11 مايو 2003). "'Wicked' blesses Schwartz". San Francisco Chronicle. مؤرشف من الأصل في 2019-04-11. اطلع عليه بتاريخ 2011-08-21.
11. 1 2 3 4 5 6  "Wicked – A Brief History". Wicked West End. مؤرشف من الأصل في 2007-12-27. اطلع عليه بتاريخ 2007-11-08.
12. 1 2  "Winnie Holzman – Wicked's book writer". MusicalSchwartz. مؤرشف من الأصل في 2020-08-26. اطلع عليه بتاريخ 2007-11-08.
13. 1 2 3 4 5 6 7 8 9 10  David Cote (2005). Wicked: The Grimmerie: A Behind-the-Scenes Look at the Hit Broadway Musical. Hyperion. ISBN:978-1-4013-0820-9.
14. ↑  "Wicked the Musical in San Francisco". مؤرشف من الأصل في 2020-08-24. اطلع عليه بتاريخ 2011-08-21.
15. ↑  "Wicked Lyrics and Song Stories – "Dancing Through Life"". مؤرشف من الأصل في 2020-06-28. اطلع عليه بتاريخ 2011-08-21.
16. 1 2 3  "Wicked History--"There's No Place Like Home: Wicked Returns to San Francisco"". مؤرشف من الأصل في 2018-09-11. اطلع عليه بتاريخ 2011-08-21.
17. ↑  Hurwitt، Robert (12 يونيو 2003). "Every witch way". سان فرانسيسكو كرونيكل. مؤرشف من الأصل في 2012-02-11. اطلع عليه بتاريخ 2011-08-21.
18. ↑  Gans, Andrew (21 Feb 2007). "Wicked Officially Opens in Los Angeles Feb. 21". Playbill (بالإنجليزية). Archived from the original on 2020-02-04. Retrieved 2020-02-04.
19. ↑  James, Erin (7 Oct 2012). "It's been a Wicked ride – one more day in the Emerald City". AussieTheatre.com (بAustralian English). Archived from the original on 2021-01-26. Retrieved 2020-02-04.
20. 1 2  Gans, Andrew. "Dromard, Flynn, Hall and Rioseco Will Join Kassebaum and Wicks in San Fran 'Wicked' Playbill, January 13, 2009 نسخة محفوظة 2020-06-27 على موقع واي باك مشين.
21. 1 2  Gans, Andrew. "Dodd, Yorke, Caskey and McGowan to Star in Wicked's Second North American Tour" Playbill, February 9, 2009 نسخة محفوظة 2020-06-23 على موقع واي باك مشين.
22. 1 2  Gans, Andrew. " 'Wicked' Flies Into San Francisco’s Curran Theatre May 28" Playbill, May 28, 2003 نسخة محفوظة 2020-06-26 على موقع واي باك مشين.
23. ↑  Wicked Internet Broadway database, accessed November 2, 2019 نسخة محفوظة 2021-01-27 على موقع واي باك مشين.
24. ↑  Gans, Andrew (8 Mar 2005). "'High Flying Adored': Wicked Tour Launches in Toronto March 8". Playbill (بالإنجليزية). Archived from the original on 2020-02-04. Retrieved 2020-02-04.
25. 1 2  Kleiman, Kelly. "Wicked". Aisle Say Chicago. مؤرشف من الأصل في 2016-04-18. اطلع عليه بتاريخ 2008-01-11.
26. 1 2  "West End Cast" broadwayworld.com, accessed November 2, 2019 نسخة محفوظة 2020-06-26 على موقع واي باك مشين.
27. 1 2 3 4 5 6 7 8 9  "Wicked – Musical Themes". MusicalSchwartz.com. مؤرشف من الأصل في 2020-11-13. اطلع عليه بتاريخ 2007-11-08.
28. ↑  "Defying Gravity". Musicnotes.com. مؤرشف من الأصل في 2012-05-11. اطلع عليه بتاريخ 2007-11-08.
29. 1 2 3   (Media notes). {{استشهاد بتسجيلات}}: الوسيط |title= غير موجود أو فارغ (مساعدة)
30. ↑  Jones، Kenneth (13 فبراير 2005). "Wicked's Cast Album Wins Grammy Award". Playbill. مؤرشف من الأصل في 2007-11-21. اطلع عليه بتاريخ 2007-11-08.
31. ↑  "WICKED Original Cast Recording Certified Platinum". BroadwayWorld.com. 30 نوفمبر 2006. مؤرشف من الأصل في 2016-03-14. اطلع عليه بتاريخ 2007-11-08.
32. ↑  "WICKED Cast Album Goes Double Platinum". BroadwayWorld.com. 8 نوفمبر 2010. مؤرشف من الأصل في 2011-12-04. اطلع عليه بتاريخ 2010-11-11.
33. ↑  Gans، Andrew (26 سبتمبر 2008). "Anniversary Edition of Wicked CD to Feature Bonus Tracks by Rimes, Goodrem and Menzel". Playbill. مؤرشف من الأصل في 2008-09-28. اطلع عليه بتاريخ 2008-09-28.
34. ↑  "ミュージカル『ウィキッド』日本語版ＣＤ製作中！" (باليابانية). 劇団四季 (Shiki Theater Company). 8 May 2008. Archived from the original on 2008-05-12. Retrieved 2008-05-15.
35. ↑  Oremus, Stephen؛ Schwartz, Stephen. "Wicked Orchestrations and Orchestra". مؤرشف من الأصل في 2020-01-29.
36. ↑  "Woodwind Doubling". مؤرشف من الأصل في 2011-12-28. اطلع عليه بتاريخ 2011-12-04.
37. ↑  Macklin، Karen (28 مايو 2003). "Witchy Ways". SF Weekly. مؤرشف من الأصل في 2007-12-21. اطلع عليه بتاريخ 2007-11-19.
38. ↑  "Recovering Stephanie J. Block to Begin in Wicked Tour on March 25". Broadway.com (بالإنجليزية). 17 Mar 2005. Archived from the original on 2019-04-11. Retrieved 2019-04-11.
39. ↑  Gans، Andrew (30 يوليو 2003). "Amour Star Lands Role in Broadway's Wicked". بلايبل [الإنجليزية]. مؤرشف من الأصل في 2004-12-25. اطلع عليه بتاريخ 2012-12-17.
40. ↑  McPhee، Ryan (9 أكتوبر 2020). "Broadway Officially Extends Theatre Shutdown". Playbill. مؤرشف من الأصل في 2021-01-10. اطلع عليه بتاريخ 2020-10-09.
41. 1 2 3  "Two Dozen Witches and $790 Million Later, Wicked First National Tour Reaches Final Bow". Playbill.com. 9 مارس 2015. مؤرشف من الأصل في 2019-08-06. اطلع عليه بتاريخ 2015-03-09.
42. ↑  Gans, Andrew (23 مارس 2005). "Wicked To Have Open-Ended Chicago Run". بلايبل [الإنجليزية]. مؤرشف من الأصل في 2008-02-05. اطلع عليه بتاريخ 2008-01-11.
43. ↑  Gans، Andrew (25 يناير 2009). "Wicked Ends Lengthy Chicago Sit-Down Engagement Jan. 25". بلايبل [الإنجليزية]. مؤرشف من الأصل في 2009-01-29. اطلع عليه بتاريخ 2009-01-25.
44. ↑  "Wicked" نسخة محفوظة February 10, 2010, على موقع واي باك مشين.. Broadwayinchicago.com
45. ↑  Jones, Chris (December 4, 2010). "Sing-a-long-a 'Wicked'". شيكاغو تريبيون نسخة محفوظة 2013-09-28 على موقع واي باك مشين.
46. ↑  Wicked Will Return to Chicago for Eight-Week Run نسخة محفوظة April 7, 2014, على موقع واي باك مشين. Playbill, Retrieved December 4, 2013
47. ↑  Gans, Andrew (January 4, 2007). "John Rubinstein and Carol Kane Set for L.A. Wicked" نسخة محفوظة June 4, 2011, على موقع واي باك مشين.. Playbill.
48. ↑  Gans، Andrew (11 يناير 2009). "Wicked Ends Lengthy Los Angeles Run Jan. 11". بلايبل [الإنجليزية]. مؤرشف من الأصل في 2012-09-09. اطلع عليه بتاريخ 2009-01-11.
49. ↑  Gans، Andrew (6 فبراير 2009). "Wicked, with Wicks and Kassebaum, Opens in San Francisco Feb. 6". بلايبل [الإنجليزية]. مؤرشف من الأصل في 2009-03-12. اطلع عليه بتاريخ 2009-03-06.
50. ↑  Gans, Andrew. "Kassebaum and Wicks Will Head Cast of San Francisco 'Wicked'" Playbill, December 16, 2008 نسخة محفوظة 2021-02-11 على موقع واي باك مشين.
51. ↑  Gans، Andrew (5 سبتمبر 2010). "Wicked Flies Out of San Francisco Sept. 5". بلايبل [الإنجليزية]. مؤرشف من الأصل في 2021-02-06. اطلع عليه بتاريخ 2021-02-02.
52. ↑  "Wicked's Second North American Tour Launches March 7". بلايبل [الإنجليزية]. March 7, 2009. نسخة محفوظة 2018-10-22 على موقع واي باك مشين.
53. 1 2  Gans, Andrew. "She's Not That Girl: Menzel Departs London 'Wicked' Dec. 30" Playbill, December 30, 2006 نسخة محفوظة 2021-01-04 على موقع واي باك مشين.
54. ↑  "Photo Flash: West End's WICKED Celebrates 5th Birthday!". Broadwayworld.com. مؤرشف من الأصل في 2019-09-09. اطلع عليه بتاريخ 2011-10-30.
55. ↑  Gans، Andrew (1 ديسمبر 2006). "Diva Talk: Chatting with Wicked and Rags Star Eden Espinosa". بلايبل [الإنجليزية]. مؤرشف من الأصل في 2010-01-30. اطلع عليه بتاريخ 2007-11-09. They're going to implement the changes made for [the] London [production of Wicked] in the L.A. company.
56. ↑  "Idina Menzel to Star in London's Wicked". playbill.com. بلايبل [الإنجليزية]. 21 أبريل 2006. مؤرشف من الأصل في 2014-04-07. اطلع عليه بتاريخ 2012-12-18.
57. ↑  "Wicked to Go on the U.K. Road in September 2013". playbill. 5 نوفمبر 2012. مؤرشف من الأصل في 2012-11-08. اطلع عليه بتاريخ 2012-11-05.
58. ↑  "Book Tickets" (بالإنجليزية الأمريكية). Archived from the original on 2018-11-02. Retrieved 2021-02-11.
59. ↑  "Full cast announced for Wicked UK and Ireland tour / WhatsOnStage" (بالإنجليزية البريطانية). Archived from the original on 2021-02-03. Retrieved 2021-02-11.
60. ↑  Longman, Will. "Exclusive: First look at the 'Wicked' UK and international tour cast" whatsonstage.com, July 13, 2016 نسخة محفوظة 2021-02-11 على موقع واي باك مشين.
61. ↑  "Wicked Musical". Front Row King. مؤرشف من الأصل في 2011-09-03. اطلع عليه بتاريخ 2007-11-09.
62. ↑  Gans، Andrew (12 فبراير 2008). "Harrison, Durack, Guest, Mills, Callea and Kirkpatrick To Star in Australia's Wicked". بلايبل [الإنجليزية]. مؤرشف من الأصل في 2012-09-06. اطلع عليه بتاريخ 2008-02-22.
63. ↑  Staff writer (2 أكتوبر 2008). "Theatre Great Rob Guest Dies after Suffering a Stroke". هيرالد صن. Australia. مؤرشف من الأصل في 2009-05-08. اطلع عليه بتاريخ 2008-10-28.
64. ↑  Troy Dodds (30 ديسمبر 2009). "Amanda Harrison will return". Aussie Theatre. مؤرشف من الأصل في 2019-07-11. اطلع عليه بتاريخ 2013-02-06.
65. ↑  Bryce Hallett (9 فبراير 2010). "Wicked effect on star's voice forces her to call it quits". Sydney Morning Herald. مؤرشف من الأصل في 2016-01-10. اطلع عليه بتاريخ 2013-02-06.
66. ↑  Litchfield، Neil. "Meet the Rising Wicked Witch of the West". Stage Whispers. مؤرشف من الأصل في 2020-02-10. اطلع عليه بتاريخ 2015-06-30.
67. ↑  "David Harris Becomes the New Fiyero for 'Wicked' Australia" نسخة محفوظة December 9, 2010, على موقع واي باك مشين.. broadwayiswicked.com. November 12, 2010.
68. ↑  James، Erin (22 أغسطس 2011). "Major Musicals: Openings and Closings". مؤرشف من الأصل في 2012-04-20. اطلع عليه بتاريخ 2011-08-22.
69. ↑  McRae، Ross. "Magical farewell as Wicked closes". Yahoo7. مؤرشف من الأصل في 2016-03-05. اطلع عليه بتاريخ 2015-06-30.
70. ↑  "Official Singapore Website". Wicked Singapore. مؤرشف من الأصل في 2012-05-03. اطلع عليه بتاريخ 2011-08-22.
71. ↑  "Something Wicked Is Coming To Singapore!" (PDF). Wicked Singapore. مؤرشف من الأصل (PDF) في 2012-03-31. اطلع عليه بتاريخ 2011-08-22.
72. ↑  "Marina Bay Sands - Event Synopsis". Entertainment.marinabaysands.com. مؤرشف من الأصل في 2012-01-18. اطلع عليه بتاريخ 2012-09-18.
73. ↑  "Wicked coming to Auckland". voxy.co.nz. مؤرشف من الأصل في 2018-11-22.
74. ↑  "Time to get Wicked! Opening date: Jan. 22, 2014". philstar.com. مؤرشف من الأصل في 2013-08-16. اطلع عليه بتاريخ 2013-08-15.
75. ↑  "Manila run of 'Wicked' extended to March 9". ABS-CBNnews.com. مؤرشف من الأصل في 2015-08-23. اطلع عليه بتاريخ 2014-03-15.
76. ↑  "WICKED Begins 10th Anniversary Tour". Wicked the Musical. مؤرشف من الأصل في 2020-04-20. اطلع عليه بتاريخ 2015-06-30.
77. ↑  James, Erin (8 Jul 2013). "Durack returns as Glinda for Wicked 2014". AussieTheatre.com (بAustralian English). Archived from the original on 2020-02-04. Retrieved 2020-02-04.
78. ↑  "WICKED has a new Glinda!". Wicked the Musical. مؤرشف من الأصل في 2021-01-26. اطلع عليه بتاريخ 2015-06-30.
79. ↑  "Simon Gallaher to Join WICKED in Perth & Brisbane". Broadway World. مؤرشف من الأصل في 2019-02-07. اطلع عليه بتاريخ 2015-06-30.
80. ↑  Papain، Jessie. "Wicked ends on a high note". Yahoo!7. مؤرشف من الأصل في 2016-03-19. اطلع عليه بتاريخ 2015-06-30.
81. ↑  "Attractions, 'Wicked' listing" نسخة محفوظة July 16, 2011, على موقع واي باك مشين.. Universal Studios Japan. Retrieved December 10, 2010.
82. ↑  (What are these?) (9 ديسمبر 2010). "10th Anniversary for Universal Japan". Blooloop.com. مؤرشف من الأصل في 2010-12-21. اطلع عليه بتاريخ 2010-12-30.
83. ↑  "劇団四季 四季なびgation 02 - ウィキッド" (باليابانية). Shiki Theatre Company. 25 Feb 2009. Archived from the original on 2012-05-07. Retrieved 2009-05-25.
84. ↑  "Ongoing Productions". shiki.jp. مؤرشف من الأصل في 2018-03-26.
85. ↑  [ja:『ウィキッド』札幌公演が千秋楽を迎えました！] (باليابانية). Shiki Theatre Company. 7 Nov 2016 https://web.archive.org/web/20200509140051/https://www.shiki.jp/navi/news/renewinfo/028249.html. Archived from the original on 2020-05-09. Retrieved 2019-04-09. {{استشهاد ويب}}: |trans-title= بحاجة لـ |title= أو |script-title= (help) and |مسار أرشيف= بحاجة لعنوان (help)
86. ↑  "Die Vampire kehren zurück" (March 19, 2009) نسخة محفوظة March 23, 2009, على موقع واي باك مشين. in Stuttgarter Zeitung باللغة الألمانية
87. ↑  Wicked – Oberhausen, stage-entertainment.de, June 18, 2009 نسخة محفوظة September 1, 2011, على موقع واي باك مشين.
88. ↑  "'Wicked' in Finland". musicalschwartz.com. Retrieved December 10, 2010. نسخة محفوظة 2019-02-26 على موقع واي باك مشين.
89. ↑  "'Wicked' Goes to Denmark, 2010–2011". BroadwayWorld.com. December 22, 2009. نسخة محفوظة 2012-01-12 على موقع واي باك مشين.
90. ↑  "Medvirkende – Det Ny Teater". Detnyteater.dk. مؤرشف من الأصل في 2010-12-08. اطلع عليه بتاريخ 2010-12-30.
91. ↑  "Roberta Valentini Wird Die Neue Elphaba In Oberhausen" (in German). stage-entertainment.de. نسخة محفوظة September 5, 2011, على موقع واي باك مشين.
92. ↑  "Wicked". Cartelera de Teatro DF. مؤرشف من الأصل في 2020-08-03.
93. ↑  "Archived copy". مؤرشف من الأصل في 2015-03-31. اطلع عليه بتاريخ 2014-11-28.{{استشهاد ويب}}:  صيانة الاستشهاد: الأرشيف كعنوان (link)
94. ↑  "Associação entre T4F e Möeller & Botelho traz 'Pippin' a São Paulo". Estadão.com. مؤرشف من الأصل في 2019-04-22.
95. ↑  "WICKED - Das Musical". WICKED - Das Musical (بالألمانية). Archived from the original on 2021-01-26. Retrieved 2020-12-16.
96. ↑  "Stephen Daldry Directing Wicked? - Movie News - Empire". empireonline.com. مؤرشف من الأصل في 2015-09-24.
97. ↑  "Wicked Ready To Bewitch Directors? - Movie News - Empire". empireonline.com. مؤرشف من الأصل في 2015-09-24.
98. ↑  BWW News Desk. "Universal Moves Forward With WICKED Film Adaptation; Stephen Daldry to Direct?". BroadwayWorld.com. مؤرشف من الأصل في 2021-02-04.
99. ↑  "'Wicked' Movie Musical Producer Confirms Director & 2016 Release Target". screenrat.com. مؤرشف من الأصل في 2020-11-08.
100. ↑  "Universal's 'Wicked' Movie Adaptation Gets December 2019 Release". The Hollywood Reporter. مؤرشف من الأصل في 2021-02-02.
101. ↑  "Stephen Schwartz: ‘Wicked’ Movie to Feature ‘at Least Two’ New Songs" variety.com. نسخة محفوظة 2021-02-03 على موقع واي باك مشين.
102. ↑  "‘Cats’ Will Pounce During Christmas 2019 Frame; ‘Wicked’ Moves" deadline.com. نسخة محفوظة 2020-10-23 على موقع واي باك مشين.
103. ↑  "Wicked Feature Adaptation Moved to December 2021" Comingsoon.net. نسخة محفوظة 2021-01-20 على موقع واي باك مشين.
104. ↑  Tartaglione، Nancy (1 أبريل 2020). "'Minions: The Rise Of Gru', 'Sing 2' Set New 2021 Release Dates; 'Wicked' Still Brewing Slot". ددلاين هوليوود. مؤرشف من الأصل في 2020-04-01. اطلع عليه بتاريخ 2020-04-01.
105. ↑  "'Wicked’ Director Stephen Daldry Exits Universal Movie Musical Adaptation" Deadline Hollywood. نسخة محفوظة 2 فبراير 2021 على موقع واي باك مشين.
106. ↑  Kroll, Justin; Kroll, Justin (2 Feb 2021). "'Wicked': Jon M. Chu Tapped To Direct Universal's Film Adaptation". Deadline (بالإنجليزية الأمريكية). Archived from the original on 2021-02-10. Retrieved 2021-02-02.
107. ↑  Lenker، Maureen Lee (29 أكتوبر 2018). "The 5 best moments in A Very Wicked Halloween". Entertainment Weekly. مؤرشف من الأصل في 2021-01-05.
108. ↑  "2004 Tony Awards". BroadwayWorld.com. مؤرشف من الأصل في 2019-03-29. اطلع عليه بتاريخ 2007-11-08.
109. ↑  "Tony Awards 2004: The Winners". بي بي سي نيوز. 7 يونيو 2004. مؤرشف من الأصل في 2018-12-16. اطلع عليه بتاريخ 2007-11-08.
110. ↑  "'wicked' This Way Comes 6 Drama Desk Award Wins". هوليوود ريبورتر. 18 مايو 2004. مؤرشف من الأصل في 2009-01-08. اطلع عليه بتاريخ 2007-11-08.
111. ↑  "2007 Drama Desk Award Winners". Drama Desk Awards. مؤرشف من الأصل في 2016-04-14. اطلع عليه بتاريخ 2007-11-09.
112. ↑  "Nominations Announced for 2007 Laurence Olivier Awards". The Society of London Theatre. 18 يناير 2007. مؤرشف من الأصل في 2007-09-27. اطلع عليه بتاريخ 2007-11-08.
113. ↑  "Spring Awakening, Cat on a Hot Tin Roof and Wicked Win Olivier Awards". بلايبل [الإنجليزية]. مؤرشف من الأصل في 2010-05-25. اطلع عليه بتاريخ 2010-12-30.
114. ↑  "WICKED Named 'Best Stage Musical' of the Decade by Entertainment Weekly; August: Osage County Best Play". Broadwayworld.com. مؤرشف من الأصل في 2012-01-12. اطلع عليه بتاريخ 2010-12-30.
115. ↑  "Broadway Gals Elphaba, Mimi and Violet Among Entertainment Weekly's Top 100 Characters". Broadway.com. 28 مايو 2010. مؤرشف من الأصل في 2019-01-04. اطلع عليه بتاريخ 2010-12-30.
116. 1 2  Broadway Staff (12 يونيو 2003). "Were Critics Wicked to B'way-Bound Tuner?". Broadway.com. مؤرشف من الأصل في 2019-07-23. اطلع عليه بتاريخ 2011-08-21.
117. ↑  Harvey، Dennis (12 يونيو 2003). "Wicked". Variety. مؤرشف من الأصل في 2017-02-02. اطلع عليه بتاريخ 2011-08-21.
118. ↑  "Wicked reviews". New York Theatre Guide. مؤرشف من الأصل في 2016-12-12. اطلع عليه بتاريخ 2007-11-08.
119. ↑  "Wicked". Talkin' Broadway. مؤرشف من الأصل في 2016-01-10. اطلع عليه بتاريخ 2007-11-08.
120. ↑  Zoglin، Richard (17 نوفمبر 2003). "Theater: Which Witch Was Wicked?". Time. مؤرشف من الأصل في 2013-08-27.
121. 1 2  Gardner، Elysa (30 أكتوبر 2003). "Something 'Wicked' comes to Broadway". USA Today. مؤرشف من الأصل في 2012-03-18.
122. ↑  Brantley، Ben (31 أكتوبر 2003). "There's Trouble in Emerald City". New York Times. مؤرشف من الأصل في 2019-04-02.
123. ↑  Lawson، Kyle (20 أغسطس 2006). "The little musical that could A critical flop, 'Wicked' sets box-office records". The Arizona Republic. مؤرشف من الأصل في 2023-04-22. اطلع عليه بتاريخ 2007-11-11.[وصلة مكسورة]
124. ↑  Spencer، Charles (28 سبتمبر 2006). "Flawed, But Witches' Spell Still Works". ديلي تلغراف. London. مؤرشف من الأصل في 2008-10-12. اطلع عليه بتاريخ 2007-11-08.
125. ↑  Billington، Michael (28 سبتمبر 2006). "Wicked: The Musical". الغارديان. مؤرشف من الأصل في 2008-06-25. اطلع عليه بتاريخ 2007-11-08.
126. ↑  Taylor، Paul (28 سبتمبر 2006). "First Night: Wicked, Apollo Victoria, London". The Independent. London. مؤرشف من الأصل في 2019-02-15. اطلع عليه بتاريخ 2011-08-24.
127. ↑  "Broadway Grosses – 'Wicked'" broadwayworld.com نسخة محفوظة 2019-02-07 على موقع واي باك مشين.
128. ↑  Ku، Andrew (5 نوفمبر 2007). "Broadway Grosses". بلايبل [الإنجليزية]. مؤرشف من الأصل في 2007-11-09. اطلع عليه بتاريخ 2007-11-08.
129. ↑  "Wicked on Broadway". مؤرشف من الأصل في 2020-12-01. اطلع عليه بتاريخ 2007-11-08.
130. ↑  "Wicked Has Highest Box Office Gross for Any Show in History – $1,610,934". BroadwayWorld.com. 3 يناير 2006. مؤرشف من الأصل في 2008-04-11. اطلع عليه بتاريخ 2007-11-08.
131. ↑  "Wicked Smashes Broadway Weekly Box Office Record". BroadwayWorld.com. 27 نوفمبر 2006. مؤرشف من الأصل في 2016-09-16. اطلع عليه بتاريخ 2007-11-08.
132. ↑  "It's Official: WICKED Becomes the Highest Weekly Grossing Broadway Musical in History". broadwayworld.com. broadwayworld.com. 30 نوفمبر 2009. مؤرشف من الأصل في 2012-01-12. اطلع عليه بتاريخ 2009-11-30.
133. ↑  "WICKED Breaks Own Record: Becomes the Highest Grossing Show in History Over Christmas Week". Broadwayworld.com. مؤرشف من الأصل في 2012-01-12. اطلع عليه بتاريخ 2010-12-30.
134. ↑  "WICKED Shatters Own Record for Highest Grossing Bway Show". Broadwayworld.com. مؤرشف من الأصل في 2011-10-14. اطلع عليه بتاريخ 2011-03-20.
135. ↑  "WICKED Sets New Broadway and Touring Records in 2012". Broadwayworld.com. مؤرشف من الأصل في 2019-09-09. اطلع عليه بتاريخ 2013-01-03.
136. ↑  "Wicked Breaks Los Angeles Box Office Records". BroadwayWorld.com. 5 مارس 2007. مؤرشف من الأصل في 2008-04-11. اطلع عليه بتاريخ 2007-11-08.
137. ↑  George, Doug (3 يناير 2008). "It's a Wicked Good Week". شيكاغو تريبيون. مؤرشف من الأصل في 2019-05-31. اطلع عليه بتاريخ 2008-01-11.
138. ↑  "'Wicked' Shatters Box Office Records Worldwide". مؤرشف من الأصل في 2008-09-23.
139. ↑  "Wicked Smashes Records, Earning $11.2 Million in One Week". Broadway.com. 2 يناير 2008. مؤرشف من الأصل في 2008-01-06. اطلع عليه بتاريخ 2008-01-04.
140. ↑  "WICKED Breaks Its Own Box Office Record To Become The Highest Grossing Show In Broadway History". Broadwayworld.com. مؤرشف من الأصل في 2012-01-12. اطلع عليه بتاريخ 2010-12-30.
141. ↑  Carter, Kelley L. (14 نوفمبر 2009). "'Wicked' Actor Ready for 1,000 More Shows". شيكاغو تريبيون. مؤرشف من الأصل في 2007-12-01. اطلع عليه بتاريخ 2007-11-17.
142. ↑  "Wicked Now Longest-Running Musical in Chicago History". Broadwayworld.com. Wisdom Digital Media. 21 يونيو 2007. مؤرشف من الأصل في 2008-03-24. اطلع عليه بتاريخ 2007-01-11.
143. 1 2  "Wicked Hits 1000th Chicago Performance Nov.14". BroadwayWorld.com. 7 نوفمبر 2007. مؤرشف من الأصل في 2008-03-12. اطلع عليه بتاريخ 2008-01-04.
144. ↑  "Wicked Now Longest-Running Musical in Chicago History". BroadwayWorld.com. 21 يونيو 2007. مؤرشف من الأصل في 2008-03-24. اطلع عليه بتاريخ 2007-11-09.
145. ↑  Oxman، Steven (22 يناير 2007). "Touring Shows Stay in the Loop: Broadway in Chicago Boost Economy". Variety. مؤرشف من الأصل في 2008-02-26. اطلع عليه بتاريخ 2007-11-08.
146. ↑  "Wicked Tickets". ticketdove.com. مؤرشف من الأصل في 2012-12-17. اطلع عليه بتاريخ 2014-02-09.
147. ↑  "Wicked Bids LA Farewell, Leaves Happy Fans and Broken Records in Its Wake". BroadwayWorld.com. 12 يناير 2009. مؤرشف من الأصل في 2009-02-22. اطلع عليه بتاريخ 2009-01-13.
148. ↑  Wiegand, David (April 26, 2010). "Curtain To Close on 'Wicked' After 660 Performances"[[San Francisco Chronicle. p. E3.
149. ↑  "Photo Coverage: WICKED Celebrates 5 Million and Going Strong!". Broadwayworld.com. مؤرشف من الأصل في 2012-10-09. اطلع عليه بتاريخ 2010-12-30.
150. ↑  Shenton، Mark (31 أكتوبر 2006). "Spinning the Grosses... and Spinning the Gossip". The Stage. مؤرشف من الأصل في 2007-09-30. اطلع عليه بتاريخ 2007-11-08.
151. ↑  "Wicked 'Sets Record' for West End". BBC News. 31 أكتوبر 2006. مؤرشف من الأصل في 2006-10-31. اطلع عليه بتاريخ 2007-11-08.
152. 1 2  "Harriet Thorpe in Morrible in West End Wicked April 14". Wicked The Musical (UK). 20 فبراير 2008. مؤرشف من الأصل في 2016-02-13. اطلع عليه بتاريخ 2008-04-01.
153. ↑  "The hit musical Wicked reaches £50 million gross and continues to break records". West End production official site. 23 يونيو 2008. مؤرشف من الأصل في 2008-07-03. اطلع عليه بتاريخ 2008-07-03.
154. ↑  "Wicked Sets New Box Office Record For London Theatres". نسخة محفوظة 2012-03-13 على موقع واي باك مشين.
155. ↑  "WICKED SETS NEW BOX OFFICE RECORD WITH A SINGLE WEEK GROSS OF OVER £1 MILLION, CROWNING A RECORD-BREAKING 2010". Wicked the Musical. مؤرشف من الأصل في 2011-07-24. اطلع عليه بتاريخ 2011-03-20.
156. ↑  "'Wicked' News" wickedthemusical.com.au نسخة محفوظة July 22, 2008, على موقع واي باك مشين.
157. ↑  "Dance Class welcomes ist 500,000th patron!". مؤرشف من الأصل في 2020-11-30. اطلع عليه بتاريخ 2009-05-27.[وصلة مكسورة]
158. ↑  Dodds, Troy."'Wicked' Breaks Records" نسخة محفوظة December 6, 2010, على موقع واي باك مشين.. Aussietheatre.com.au. October 15, 2009.
159. ↑  "Grosses, Cumulative". Broadwayworld.com نسخة محفوظة 2016-05-07 على موقع واي باك مشين.
160. ↑  "WICKED - The Broadway Musical - Australia". Wickedthemusical.com.au. مؤرشف من الأصل في 2015-01-02. اطلع عليه بتاريخ 2012-09-18.
161. ↑  "Longest Runs on Broadway". بلايبل [الإنجليزية]. August 14, 2011. "نسخة مؤرشفة". مؤرشف من الأصل في 2020-10-20. اطلع عليه بتاريخ 2021-02-11.{{استشهاد ويب}}:  صيانة الاستشهاد: BOT: original URL status unknown (link)
162. ↑  "Wicked Flies to 1,000th Broadway Performance, March 23". BroadwayWorld.com. 16 مارس 2006. مؤرشف من الأصل في 2008-04-11. اطلع عليه بتاريخ 2007-11-08.
163. ↑  Gans، Andrew (15 أغسطس 2007). "Wicked Tour Celebrates 1,000th Performance Aug. 15". بلايبل [الإنجليزية]. مؤرشف من الأصل في 2007-11-10. اطلع عليه بتاريخ 2008-02-12.
164. ↑  "WICKED CELEBRATES 1000th PERFORMANCE 14 FEBRUARY". Wicked Official website. 16 فبراير 2009. مؤرشف من الأصل في 2009-02-25. اطلع عليه بتاريخ 2009-04-23.
165. ↑  "Behind the Emerald Curtain". Broadway in Chicago. مؤرشف من الأصل في 2008-01-21. اطلع عليه بتاريخ 2008-01-11.
166. ↑  "Behind the Emerald Curtain official website". Behind the Emerald Curtain. مؤرشف من الأصل في 2019-04-24. اطلع عليه بتاريخ 2009-11-09.
167. ↑  "Exclusive footage of Elphaba's make-up process in Wicked". Daily Echo (بالإنجليزية). Archived from the original on 2018-11-14. Retrieved 2018-08-15.
168. ↑  Mika samples Wicked’s "Popular" in song about bullying and homophobia نسخة محفوظة May 18, 2013, على موقع واي باك مشين., Retrieved September 23, 2012.
169. ↑  "At Every Window". Red Garden. موسم 1. حلقة 5.
170. ↑  قالب:Comic book reference
171. ↑  Tin Man episode 2, December 3, 2007.
172. ↑  "'Frozen': Defying meteorology". Chicago Tribune. مؤرشف من الأصل في 2014-04-08. اطلع عليه بتاريخ 2014-03-13.
173. ↑  MASH Wicked No Good Deed & Frozen Monster - YouTube نسخة محفوظة 15 فبراير 2021 على موقع واي باك مشين.